# 沈括
沈括（1032年—1096年），字存中，晚年自号夢溪丈人、梦溪翁、岸老，本籍杭州钱塘县，自幼寄籍苏州吴县，北宋官员，官至龙图阁直学士、权三司使。
沈括出身杭州官宦家庭，童年随父宦游，父亲死后荫补沭阳主簿。沈括任内成功治理沭水，然而始终不得提拔，于是参加科举连续考中苏州解元和进士，获任扬州司理参军，并在扬州得到日后丈人张蒭举荐入京任职馆阁，日后更为王安石提拔参与熙宁变法。在变法期间，沈括改革司天监、治理汴水、巡视两浙水利、视察河北西路边务并出使辽国，凭借诸多功绩受到宋神宗器重，一路拔擢至权三司使，总揽全国财政大权，但因政见不合受新党猜忌、排挤，宋神宗在蔡确力谏下不得不于熙宁十年（1077年）下诏罢免沈括，贬为宣州知州。元豐三年（1080年），宋神宗将沈括调至宋夏战争前线，任命其为鄜延路经略安抚使，后凭军功获奖龙图阁直学士。不久沈括因永乐城惨败被贬随州并受软禁，直到宋神宗死后才得以重获自由，在润州的梦溪园安度晚年，死后归葬杭州钱塘。
沈括一生涉略广泛，史家称其博学多才，于天文、方志、律历、音乐、医药、卜算无所不通，皆有所论著。沈括作品现今仅存6种，《梦溪笔谈》是其代表作，记录其毕生所闻。沈括思想上倾向于王安石的新学，认同孟子民贵君轻的思想，肯定平民百姓的创造力。他在《梦溪笔谈》中详细记录了发明活字印刷术的毕升、编撰《木经》的喻皓等能工巧匠事迹以及干船坞、复式船闸等发明。他在执掌司天监期间大力提拔平民出身的卫朴，改进窥管、刻漏、浑仪等天文仪器，和卫朴一起编成《奉元曆》。沈括还根据自己在太行山和雁荡山的观察，提出了土壤侵蚀和沉积理论，根据出土的化石推论气候存在变迁，还根据自己的实验首次记录地磁偏角。沈括于文艺亦有所建树，其自幼开始收藏书画，亦精于乐理，详录当时的民间燕乐，计算十二律管长，并解释乐器之间的共鸣现象，晚年与琴作伴。沈括笃信命运却不迷信，对世间奇异之事尤为好奇，还对佛道两教有所论述。
沈括在生前因参与熙宁变法被列入奸党行列，其著作《梦溪笔谈》具有中国科学技术史史料价值。

## 生平

### 家庭背景
沈括出身吴越官僚家族，自认寒门出身。沈括的家族出自湖州武康县的望族吴兴沈氏，沈家自沈括高祖辈析出，移居杭州钱塘县，祖坟也在钱塘西溪（今浙江杭州留下街道）。沈括的曾祖父沈曾庆曾经担任吴越国的营田使，管理地方上的屯田事务，吴越纳土归宋后沈曾庆升任崇信军（今湖北随州）节度掌书记，后出任大理寺丞，分司西京（今河南洛阳）；沈括的祖父沈英早逝，虽然生前没有入仕，但也凭借子女死后获得了兵部尚书的赠职。沈括的父亲沈周（字望之）从小和兄长沈同相依为命，沈同于咸平三年（1000年）进士及第，沈周也于大中祥符八年（1015年）及第。沈同有两个儿子沈振、沈扶，沈扶的儿子亦即沈括的两个侄子沈遘、沈辽都是当时的名士。沈周考中进士后，先后在平泉、苏州、润州、明州等出任地方官。沈括的母亲许氏来自苏州吴县，与沈家门当户对，都是延续自吴越国的官宦世家。许氏父亲许仲容官至太子洗马，至少抚养有四个孩子，许家后来也出了许谦这样的理学家。许氏有一位兄长名叫许洞，也是进士及第，曾经两度被派往北方安抚流民，并著兵书《虎钤经》，许氏在他的影响下也会读书认字。许氏还有一位同胞姐妹嫁与谢涛，其女分别嫁与梅尧臣、黄庭坚和王安石弟弟王安礼，因此沈括与梅、黄、王都是姨表亲。沈括一家育有二男二女，沈括的一位姐姐嫁与吴越国丞相杨岩的孙子杨文庆，大哥沈披曾任宁国县令等地方官。

### 早年生活
沈括是家中幼子，出生于宋仁宗明道元年（1032年）前后，出生时父亲沈周54岁、母亲许氏47岁，由于是老来得子，沈括自幼多病，备受父母关爱。当时沈周从广南东路调任封州，后又调至苏州，因此沈括可能出生在沈周任职过的平泉（今四川简阳平泉街道）、封州（今广东封开），抑或是许氏的家乡苏州吴县等地，后来沈括随母入籍吴县（今江苏苏州）。沈括童年大部分时间都跟随父亲任官在各地奔波，留下记录不多，惟晚年《梦溪笔谈》留下少许记事。
沈周在沈括出生不久就入朝担任大理寺丞，约宝元二年（1039年）因为触怒权贵贬职，接替范仲淹出任润州知州，沈括也随父亲到润州（今江苏镇江）。康定元年（1040年），沈周调任泉州知州，沈括也随着父亲来到泉州。沈括后来在《梦溪笔谈》中描绘了当时王举直在潮州所抓捕的一条巨型鳄鱼，并且还向当地人学习捕捉鳄鱼的方法。沈括在泉州时还结识了五代闽南军阀陈洪进后人陈文琏，陈文琏曾经在广州抓捕巴蜀民变的领袖李顺，沈括得以到陈家查阅当年起义留下来的档案。沈括在福建见到很多人使用钩吻杀人，而《本草经》却将其列为药物，医书又说钩吻别称野葛，于是观察发现《酉阳杂俎》记载的野葛与闽南人所称钩吻并非一物，详细描述了这种毒物与野葛之间的区别。庆历三年（1043年）沈周升任开封府判官，沈括也随着父亲从福建前往汴梁。路过福建南安时，沈括看到韩偓诗文真迹，喜爱不已。沈括在汴梁时，曾经在集禧观游玩的时候研究过结冰的纹理。庆历八年（1048年），沈周调任江东路转运使，沈括随父亲至江宁府（今江苏南京）。沈括在江宁时，发现厨师压肉的石头上有刻字，洗干净发现是南齊海陵王的墓志铭，将之珍藏多年；他还从医师王琪学习到“神保丸”药方，治好了自己多年的颈部疼痛，这一药方后来存入《苏沈良方》中。
皇祐二年（1050年）沈周因“不乐事利权”辞任江东路转运使，贬知明州（今浙江宁波），沈括则回到苏州借宿母舅家学习。母舅许洞是当时有名的军事理论家，虽然当时许洞已经过世，但沈母许氏从小耳濡目染，将许洞的一些兵法传授给沈括兄弟。沈括因为在昏暗条件下坚持练字得了眼疾，王琪再度赶来治疗，虽然一年后沈括病愈，但后遗症令其“楚痛凡三十年”。所谓久病成医，根据《苏沈良方》记载，沈括在这时候开始边读书，边学习服气法并研究医学。在他病愈的这一年，父亲辞官回到钱塘，很快于11月病逝。沈括和兄长沈披回到钱塘守丧丁忧，凭借父亲托付的“官寿行世”字条请在舒州（今安徽怀宁）出任通判的王安石作墓志铭，皇祐四年（1052年）10月葬父于钱塘龙居里（今杭州市西湖区留下街道龙驹坞附近）。沈括在丁忧期间记录了毕昇的活字印刷术和喻皓的《木经》，当时毕昇已经去世，活字印刷术并没有推广开来，沈括亲自改进了活字印刷术，很快“沈氏活版”和“沈存中法”开始在杭州流行起来。

### 初入仕途

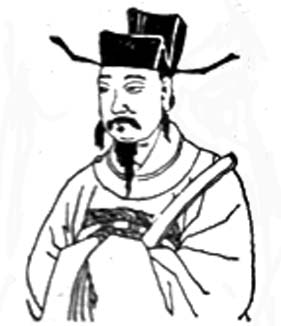
沈括官服画像

沈括的父亲为官清廉、积蓄不多，母亲也已年迈，因此家计每况愈下，沈括在结束丁忧后马上开始谋生，至和元年（1054年）沈括凭借父亲恩荫出任海州沭阳主薄。主薄是知县的幕僚，负责各种杂务，品秩低下，工作辛苦。当时前任沭阳知县因为治河不利导致征用的民夫叛乱，沈括实地调查发现农民造反一方面是政策反复无常导致民心动摇，另一方面是监管的官吏态度蛮横、肆意延长劳役时间，因此他罢免了监管工人的官吏，和民众约定将劳役时间从40日缩减为30日，不仅平息了叛乱，还成功疏浚沭水，开辟出7000亩良田。沈括后来回忆这段经历，称自己为了挣钱养家才去做官，主薄为“仕之最贱且劳”，自己以前能够花费大量时间钻研各种学问，如今只能严于律己、尽力而为，做好本职工作。至和二年（1055年）沈括以主薄身份代知邻近的东海县。嘉佑六年（1061年）沈括到兄长沈披治下的宁国县准备科举，期间兄长沈披主持修复芜湖万春圩，然而万春圩完工四年后洪水毁坏圩堤，反对派卷土重来，沈括于是书写《万春圩图记》详录此事并具载圩田方法，希望未来能够推广圩田，直到南宋时期圩田才得以在江南大规模推广。
沈括做主薄多年不仅没有提拔，反而三度面临废黜。宋朝对进士出身官员有提拔上的优待，因此沈括想要像侄子沈遘一样通过科举改变出身。当时欧阳修以提携后进闻名天下，嘉佑五年（1061年）沈括将自己潜心研究所成的《乐论》献与欧阳修，沈括在《乐论》中批评了当时乐坛一昧仿古而不知其意的风气，强调音乐的教化作用，希望获得欧阳修回应。嘉祐六年（1062年）沈括在苏州以吴县籍贯考中当地解元，次年二月，沈括进京参加礼部组织的省试，时任知举官范镇，两位主考官为司马光和王安石，沈括进士及第，并凭苏州解元身份觐见宋仁宗。治平元年（1064年），沈括获得了扬州司理参军的职缺，掌管一州司法事务。扬州平山堂曾经是欧阳修延揽天下名士的场所，欧阳修走后荒废多年，扬州知州刁约便任命刚刚到任的沈括重修平山堂。治平二年（1065年）沈括的上司淮南路转运使张蒭向朝廷举荐沈括，后来沈括娶张蒭三女为继室并拜其为师。在张蒭保举下，沈括于当年9月入京出任编校昭文馆书籍，按照宋代制度官员供职昭文馆两年便可以升入馆阁，馆阁官员提拔不受常规限制，宰辅重臣大多出自馆阁。熙宁元年（1068年）沈括顺利转任馆阁校勘，在馆阁接触到许多皇家私藏有关天文、历法的书籍，并得以参与浑天仪的制作，并对比天文观察结果计算得出现有历法的错误。同年八月沈括母亲许氏去世，沈括丁忧回家，和兄长一起护送母亲灵柩返回故里、与父合葬，并请来曾巩撰写墓志铭。

### 参与变法
治平四年（1067年）宋英宗去世，新君宋神宗旋即任命王安石为翰林学士。熙宁二年，宋神宗正式任命王安石为参知政事，轰轰烈烈的变法运动由此展开。熙宁四年（1071年）沈括守丧期满，回京复职，升任中书五房的检正中书刑房公事，中书五房为熙宁变法新设的机构，绕过保守派集中的中书门下监督和管理事务，变法派安排沈括这样的新人出任这一职务旨在扫除保守派在这些部门的影响力，提高行政部门执行变法的效率。沈括出任这一官职，由此成为宰相属官，亦即代表其获得了王安石和宋神宗的认可。
熙宁五年九月沈括被委以重任，受命疏浚汴河。汴河航道事关京城百万人口生计，北宋又在汴梁附近布下重兵，因此汴河作为粮草转运要道自然备受关注。为了保障汴河水位稳定、航道畅通，北宋政府专门引来黄河水补充水源，汴河也因此接受了大量黄河泥沙，久而久之也成为了同黄河一样的地上悬河，当时汴河河底已经高出汴梁一丈二尺有余，严重威胁首都军民安全。以王安石为首的熙宁党人决定从汴河治理入手推进变法，相应提出淤田法，然而守旧派对此法批评不已。沈括在受任后，利用自己在数学、测量学、水利学领域的知识成功疏浚汴河，汴河沿岸受益淤田也逐年增加。沈括还接手了《南郊式》的制定，根据变法富国强兵的精神对开销巨大、步骤繁多的南郊大礼删繁就简、节省开支，新制定的典仪获神宗采纳。
至迟从熙宁五年（1072年）九月开始，沈括出任提举司天监公事。当时保守派以“天变”和“灾异”诘难声称“天变不足畏”的王安石，因此天文领域也成为了新旧党争交锋的战场。沈括在担任馆阁官员的时候就打算修正历法，掌管司天监后发现官吏皆是恩荫世禄、不学无术，并且人浮于事、串联造假，留存的天文仪器都有失精准，因此大力整顿班底，从民间请来卫朴等精通数学、天文学的学者，改良了既有的浑仪、浮漏等仪器，而卫朴也在沈括的提携下成功制定《奉元曆》，得到宋神宗嘉奖。沈括也因为在司天监的功绩被宋神宗提拔为知制诰，连升三级，一举成为皇帝的近臣。
熙宁六年（1073年），宋廷任命时任於潜县令郏亶在江南修建水利缓解水患，后来郏亶因为旱灾去职，朝廷任命沈括巡查两浙农田水利。根据《續资治通鉴长编》的记载，当时宋神宗拿不准是否要派沈括，于是问计于王安石，王安石就回答沈括是本地人且做事严谨、心思缜密，在水利领域不容易犯错。太湖平原西高东低，沿海地带又存在地势较高的冈身，因此平原中央的苏州成为地势最低、最容易发生水患的地方，沈括治水也是从苏州入手，前后筹划长达半年，然后向朝廷请旨以工代赈，借鉴前人经验循序渐进建立水利工程，疏通太湖入海通道，并在温州、台州、明州等地组织围海造田。然而他调离两浙之后就有人弹劾他的水利工程破坏良田、滥支公帑，虽然沈括一再坚持自己的工程规划，但宋神宗还是决定暂停，这项工程直到宋徽宗朝才得以完成。沈括在两浙还巡查检视方田均税法的实施情况，期间请求减免了两浙丝帛上贡负担，还发现当时两浙路官员通常只在较近的浙西地区巡查，浙东的温州、台州等地多年没有官员巡查，因此主张拆分两浙路为两浙东路和两浙西路，宋廷按照沈括意见拆分两浙路，不过一年之后就恢复原制，直到南宋时两浙路才得以拆分。
熙宁七年（1074年）八月，宋神宗不等沈括完成两浙水利建设，便将其调任河北西路，负责边境巡查及保甲法实施，沈括也于河北任上和变法派领导人吕惠卿、王安石结怨。沈括到达河北之后，首先和定州安抚使薛向一起考察河北边防地理，并制作了边界地区的地形模型进献宋神宗，宋神宗下令推广这一做法。沈括回到汴梁后，又向宋神宗提出改善边防的31条意见，重新恢复河北的泊塘防线以削减敌人骑兵优势，改造边境不利于宋军作战的地形，通过坊市法编籍边民以防奸细，通过保甲法、义勇法组织民兵战时抵御辽军。沈括在保马法上和王安石存在冲突，变法派鼓励边境居民养殖军马，培育宋军骑兵作战能力，沈括则批评契丹气候天生适合养马，边境养马反而加重边民负担，宋军应该扬长避短以弓弩制胜，沈括提出这一意见时王安石已经罢相，王安石或许因此认为沈括落井下石。熙宁七年（1074年）九月，沈括接任章惇兼任军器监通判，军器监在沈括任内生产武器数量超过之前数倍，沈括本人则大力推广神臂弓，总结炼钢经验，研究步兵战法，制定了《修城法式条约》以规范城池建设。
北宋在变法后国力改善，并且熙宁五年在河湟之战战胜西夏，辽朝也作出行动进行反应。熙宁五年秋，辽军南渡拒马河侵入北宋境内，王安石主张强硬应对，次年辽国派出使节声称宋朝驻军侵犯辽国领地、主张以分水岭为界，宋神宗同意重新划定边界。在任命沈括之前，边境谈判持续数年，直到熙宁八年辽朝派遣萧禧出使宋朝，指责宋朝故意迁延，坚持要宋朝割让黄嵬山，宋神宗才任命沈括出使辽国“回谢辽使”。沈括在出发前在枢密院调查资料，发现宋辽两国一直是以古长城为界，黄嵬山在长城以南数十里，并禀告神宗实情始末，宋神宗因此斥责了吕惠卿为首的一班大臣不究本末、几误大事。沈括出发后，朝野上下都生怕谈判失败、契丹大军南下，沈括路过雄州时写下遗表交给时任雄州安抚副使的兄长沈披，担心自己出使之后不能活着回来，将自己对于边防的看法写下来转交给朝廷。沈括在辽廷据理力争，连续与对方会谈六次，每次都能够拿出证据驳倒空口无凭的辽臣，并且详细记录了谈判的过程，最终不辱使命、顺利得归。虽然沈括顺利出使辽朝，宋神宗最后还是选择割地求和。
熙宁八年十月，沈括在吕惠卿罢相后受命接替受到弹劾的章惇掌管三司，总理国家财政，沈括在任期间以改革盐钞、讨论钱币、讨论役法为三大要政。沈括针对当时盐钞因通货膨胀贬值、地方私自发钞侵蚀中央财政等现象，提出《盐蠹四论》，指出盐业生产额有限而政府发行货币额已经超出盐业商品总额，最终导致货币贬值，主张收买旧钞改善通货膨胀，平衡各地盐价，允许地方私人卖盐。沈括试图改善北宋通货紧缺的局面，针对劣币驱逐良币的现象反对王安石开放私人铸铜及扩大铁币流通范围，希望通过改善盐钞信用以纸币取代金属货币，并向神宗建议采用金银货币提高金铜比价，并且主张减少贸易逆差以防止铜币外流。沈括最终因为免役法一事为变法派的蔡确弹劾免职。

### 贬谪终老
早在改革盐钞时司马光就诟病沈括为人反复、趋炎附势，在王安石在位的时候附和王安石食盐官卖，待变法派失势又开始允许私盐贩卖。免役法实施问题早在沈括巡查两浙期间就有人提出，当时第五等民户（即最下等民户）往往出不起免役钱，如果按照旧法他们原本不需要承当傜役，因此时任权发淮南西路提点刑狱陈枢就请求减少最下等民户的免役钱并获得批准。沈括在巡查两浙回来以后也提出减免本路最下等民户免役钱，但没有获得批准，后来新任宰相吴充询问他免役法非议，沈括回应免役法损害士大夫和城市居民利益，此二者非议固不足奇，但底层百姓亦受害于免役法，应该免除其免役钱。变法派的蔡确也抓住这一点，罗列沈括四大罪状：1. 暗中向宰相进献反对意见，企图破坏免役法；2. 越权插手司农寺负责的免役法，为谋私利附和宰相；3. 见到免役法实施不足之处不向朝廷直言却先到宰相那里进言；4. 反复无常，为一己私利变换立场。起初宋神宗认为沈括是自己近臣，并没有下令责罚，然而在蔡确一再上书下，宋神宗终于在熙宁十年（1077年）十月初九下诏罢免沈括，贬谪至宣州（今天安徽宣城）担任知州。此后，宋神宗多次尝试召回沈括，但因为沈括辞谢和朝中反对未能成功，直到吕惠卿回乡丁母忧宋神宗才将沈括调离宣州。

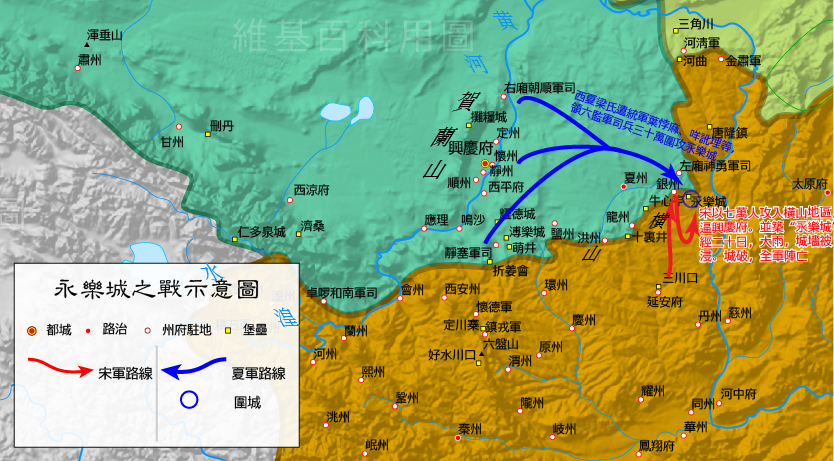
永乐城之战示意图

元豐三年（1080年）宋神宗将沈括调至宋夏战争前线的鄜延路，出任延州知州兼的鄜延路经略安抚使，总领一路兵马。宋神宗对于沈括经略西北寄予厚望，在沈括赴任之前还命其入京觐见，面授机宜。此时西夏内乱，宋朝朝野上下都主张出兵灭夏，沈括手下鄜延路副总管种谔甚至上书称仅仅凭借本路兵马，不用征发粮草，就能够轻易攻下西夏。宋神宗最终决定出兵，任命种谔为鄜延路经略安抚副使，种谔成为沈括的副手，种谔负责前线指挥，沈括负责留守后方。宋军五路大军在元丰四年九月倾巢而出，但十一月战败而还；十月夏军见宋朝后方空虚进攻沈括镇守的鄜延路，沈括在顺宁以4000多人擊敗夏军，俘虏万余人；十一月沈括借前线撤退军队经过领地，假称大军压境逼退夏军；事后沈括凭借本路军功升至龙图阁直学士。沈括在战后抵御夏军反攻，在金汤大败夏军，接连夺回许多城寨，沈括和种谔联名上书要求占据横山北麓、大漠以南水草丰美的地带，破坏西夏在此的后勤补给，并建议修复古乌延城固守，宋神宗派来徐禧节制军事。徐禧深受神宗厚爱，因此在前线相对激进，认为应该在更加深入敌后的永乐埭修建城池，不等种谔入京详谈建城事宜回来，就带着沈括率领军民修筑永乐城。种谔得知后坚决反对，徐禧将其贬为留守延州——很快夏军决定进攻永乐城，种谔作壁上观，沈括率领的1万人援军受夏军阻击于无定河一线，后方绥德又受到羌领凌结阿约勒袭击，沈括最终决定退兵回援，永乐城之战最终以屠城告终。
元丰五年十月七日，宋神宗以“始议城永乐，既又措置应敌具乖方”为名追责沈括为战败元凶，将其贬至随州，实际上将其软禁在随州法云寺。神宗驾崩后，继位的哲宗大赦天下，沈括得以迁移至毗邻苏州、杭州的秀州，沈括在谢表中表示“重见故里，获庇余生”，十分感激哲宗——沈括在秀州完成了在熙宁九年即已奉命编绘的《守令图》（又名《天下州县图》）进献哲宗，元祐三年（1088年）八月宋哲宗下诏赏赐沈括，解除了对他的软禁，允许他在秀州境内活动。次年九月哲宗下诏允许沈括到外州居住，当时朝中保守派力谏反对，哲宗一度收回成命，十月再叙前命，沈括才最终完全解除人身限制。根据嘉定《镇江志》收录的《梦溪自记》，沈括从三十岁开始就一直做同一个梦，在梦中沈括“登小山，花木如覆锦，山之下有水，澄澈极目，而乔木翳其上”，沈括心想这便是我未来的归处；沈括贬谪宣州时偶然从道士手中花费三十万钱买下了一间急售的润州园林，但一直没有去过这处园林；后来他在浔阳的熨斗洞搭建屋舍，打算在庐山山脚安度晚年；元祐元年他调职秀州，途径润州时见到道士的园林，才发现这正是梦中的那片风景，于是把园中山、水命名为百花堆、梦溪，恢复自由后就举家搬迁此处。其间，写成了《梦溪笔谈》《梦溪忘怀录》《良方》等作品。沈括在润州度过了安稳的四年时光，期间旧党复辟，沈括也被列入新党罪人，接下来一年里沈括大病一场，日益消瘦。
根据沈括姻亲朱彧在《萍洲可談》的記載，沈括继妻張氏驕蠻凶悍，平時常虐待沈括，兒女們抱头痛哭，跪求張氏息怒；又驅逐元配之子，在秀州时年年狀告其父子，但是張氏去世後，沈括竟鬱鬱寡歡，过扬子江时，一度跳水尋短，並於隔年去世。

## 贡献

### 数学、物理学及应用
沈括在计量、算术、几何领域都有独到见解，将其在数学领域的知识应用于各种技术领域。沈括曾经总结筹算的简便运算法，总结出求一（乘除法乘数首位为1的计算）、上驱（将其它乘法运算转化为求一）、重因（或称搭因，即將乘數因數分解為單位數，以避多位數乘法）等方法。沈括研究音乐学和天文学的时候考察了宋代度量衡制度，考订宋尺比周尺为2530:1845，按照沈括的计量宋尺长度应为31.53厘米，与考古文物实物相近；他还考证宋升系今天670.39立方厘米或740.74立方厘米，根据南宋刘辉计算宋升约为673立方厘米与沈括前述计算有相似；沈括计算的宋斤为930克，但考古实物约为640克，相差较大。沈括在几何领域发明了会圆术和隙积术：沈括的会圆术是由《九章算术》圆田术发展而来，利用圆的弦长、矢高、直径求弓形弧长的近似值，元代的郭守敬在沈括公式基础上进一步推导出弧矢割圆术；所谓隙积是指三维空间内叠棋、垒酒等积累形成的空隙大小，实际上指代二阶等差数列求和，沈括推导出其求和公式并加以解释。沈括还是研究组合数学的先驱者之一，沈括研究过一行的棋局都数问题（即围棋能够有多少种下法），估算总数为{\displaystyle (10000)^{52}}（实际为{\displaystyle (10000)^{43}}），此外沈括还在组合构造、组合优化领域有所开拓。沈括主管三司期间记录了许多数学的实际应用问题，其中包含计算地租、估算需求、货币流通等等，沈括在西北战事也有利用数学计算军队布阵所需占用的空间，还估算固定物资供应条件下战役可以持续的最长时间。
沈括模仿战国时代的墨子进行了小孔成像和阳燧（凹面镜）取火的实验，沈括解释了凹面镜照射成倒像的原理，认为凹面镜和物体之间存在如同窗隙一样的“碍”（即今天的焦点），“碍”起到收束光线的作用，光线通过“碍”投射物体则会出现倒像，相反如果物体在凹面镜上则永远不会出现倒像，如果位于“碍”处则不会成像，再远离才会出现倒像，但是沈括将凹面镜焦点成像的原理和小孔成像作类比，现代科学已经证明两者原理不同。沈括的这一发现早于欧洲研究者，欧洲直到15世纪达芬奇才发现了焦点的作用。沈括还对声学有所研究，他解释了共振现象的原理，并且作出弦共振的科学实验。沈括研究过声源形状与声音的关系，通过研究得出规律，认为扁形的钟“声短则节”，圆形的钟“声长则曲”，两者发声之后振幅衰减程度存在差异。虽然共振已为古代乐人所熟知，但沈括认为共振是自然界的普遍规律，并且以琵琶为例说明管乐也能够引起弦乐的共振现象。沈括在调试七弦琴的时候使用纸人进行共振实验，琴弦发生共振时纸人会跳动，沈括借以说明共振是由于音律高下相同产生。藉數學計算，沈括發現《史記·律書》按三分損益法調音的黃鐘大小「八寸七分一」有抄錄錯誤，訂正為「八寸十分一」。

### 生物医学
沈括在医药学领域详细描述了中医诊断、开方以及中草药选材、预制、管理等方面的重难点。沈括十分关注有关中医诊断的细节，考察传世文献的准确性，探究不同种类中草药的提炼和使用，对药材适宜种植、收获的时间及各部位的要用价值都有深入研究——尤其是那些家养本草，他详细记载了其种植、施肥等方面的细节。沈括记录并系统描述了中国发现的上百种动植物、矿物的特性，为中国古代植物学、动物学和矿物学作出贡献，例如沈括就论及雌黄可以用于擦拭纸张书写错误。沈括记录的秋石方被李约瑟认为是中国人在10世纪使用尿液提取性激素用于治疗的证据，发表于《中国科学技术史》中，但从1981年开始海峡两岸学者开始质疑这一论断，张秉伦、孙毅霖等学者在安徽宣城复现了当年沈括的炼制方法以及秋石方的其它炼制方法，模拟实验显示秋石方中并不能检验出性激素，但这一结果并没有得到所有人认可。
中医有检验人体的传统，王莽就有过解剖死刑犯尸体确定病症的记录。沈括也对解剖学感兴趣，并根据实验反驳了“人有水喉、食喉、气喉”的传统医学观点，认为人颈只有咽、喉，咽对应消化道，喉对应呼吸道，后来的医学书籍都根据沈括观点进行了纠正。沈括在中医药性发明，批评继承了前人“药有君臣佐使”的观点，当时马永卿将药方归纳为“ 一君、二臣、三佐、四使”，沈括这种归纳虽然用药众多，但起到疗效的主要还是“君药”，所谓“一君”也不一定就只有一种药物，用药应该根据形势选取不同配方，沈括还发展了中医的服气法和“五脏生化”。虽然沈括的医学理论尚未脱离传统中医理论，但他主张诊断依据验（观察）、迹（病征）、原（探究）和理（发展规律），深入分析药物制作和服用过程中可能影响药性的各种步骤，一定程度上具备了近代实证医学的思想。

### 古代发明

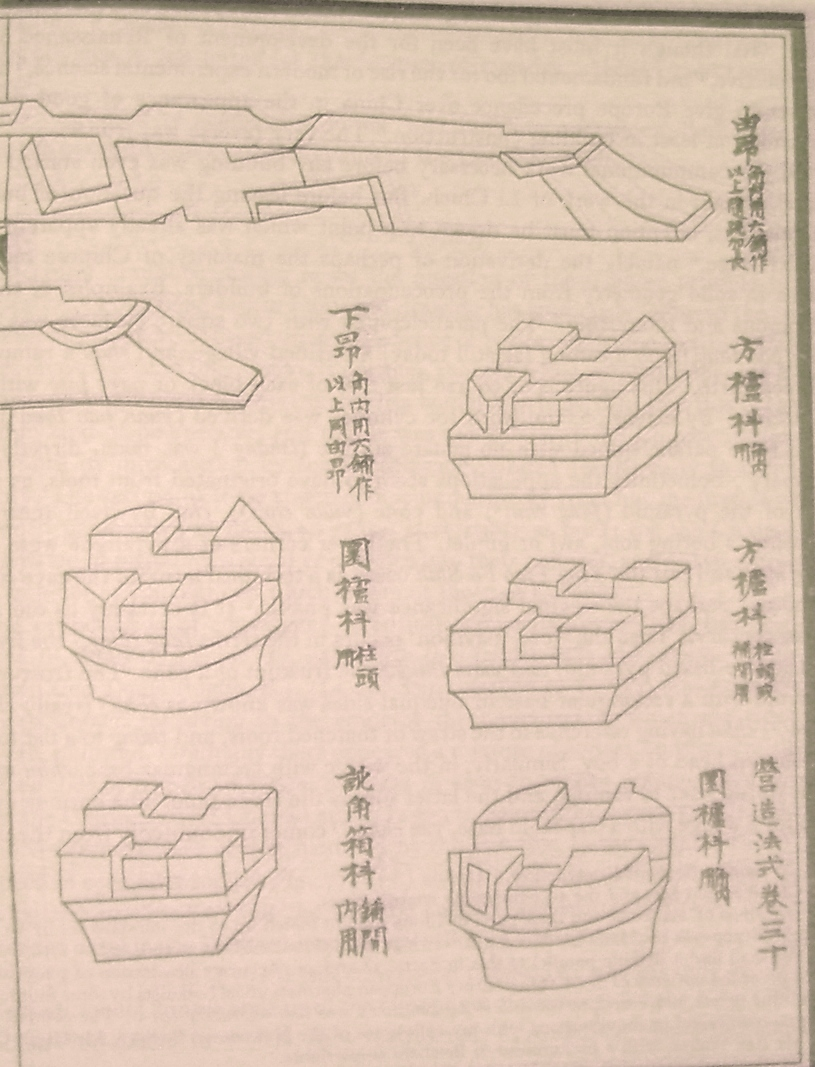
《营造法式》在沈括死后出版发行

中国古代四大发明有三个在北宋发展完成，而由沈括记录的发明就有活字印刷术和指南针，沈括还记载了许多北宋时期出现的发明成就。沈括在梦溪笔谈中记载宋仁宗庆历年间平民匠人毕昇发明了陶瓷活字印刷术。尽管毕昇不是最早发明活字印刷的人，但他的改良方法在当时具有革命性意义。沈括注意到这种技术对于印数较少的情况不太受用，但适用于大规模印刷。沈括是在毕昇生前第一也是唯一记载其生平以及发明创造的人。尽管毕昇生平细节鲜为人知，但根据沈括记录在他死后他的学生继承了毕昇的发明，沈括也得以见到当年制造的活字。此后历史上沿用沈括方法进行活字印刷的记录不乏其例，甚至还有一些流传至今：在毕昇过世200年后，南宋的周必大使用沈括在《梦溪笔谈》记载的方法在绍熙四年（1193年）排印了自己的新书《玉堂雜記》；元朝太师姚枢也曾令子弟杨古使用“沈氏活版”印刷程朱理学作品；后来王祯也提及了类似陶活字的胶泥活字，并且在担任旌德县令期间改进了现有活字印刷术，改用木活字，发明转轮排字架解决活字寻字排版问题；现存最早仿用宋代活字印刷术的印刷品为中国国家图书馆馆藏清道光十二年（1832年）印制《校补金石例四种》及《南疆绎史》。朝鲜王朝的金宗直曾在高丽活字本《陈简斋诗集》上题跋：“活版之法，始于沈括，而盛于杨惟中。天下古今之书籍，无不可印，其利博矣。”
据朱彧《萍洲可谈》记载，至迟在沈括生活的年代中国人已经开始利用指南针航海。沈括最早指出指南针磁北和真北之间存在差异，发现了地磁偏角的存在。沈括还记载了人工磁化技术——使用天然磁石摩擦铁针，然而将铁针悬浮水中制成简易指南针——他同时也记录使用悬缕法制成的指南针效果最好，但人工磁化的指南针有时也会指向北方。沈括使用指南针标记24个方位，此前古人仅仅标记8个方位，沈括死后航海家也开始使用24位定向法，席文推测沈括使用24位定向或源于于其制图经验和对子午线的认识，因为沈括已经认识到北极星和指南针所指示的北极和子午线的正北存在偏差。
沈括的记载是干船坞最早在中国投入使用的唯一证据，根据他的记载北宋熙宁年间黄怀信为修复百年前修建、长达60米的龙船，建造了世界上第一座干船坞，并在船坞顶部架棚以遮蔽风雨。沈括还记载了复式船闸的发明——大运河上的真州闸——新船闸大大提高了运河通行效率，降低了运营所需的人力物力，通行船只吨位限制由原先的21吨提升至113吨。沈括还记载了喻皓的《木经》，根据沈括自己的描述中国人在10世纪已经开始按比例划分建筑单元以便于分级建造，沈括也感叹当时建筑工艺发展迅速，但没有人能够再去重写《木经》这样的作品，后继的《营造法式》直到沈括死后才出版；虽然《木经》今天已经失传，但德国亚洲艺术博物馆馆长鲁克思（Klaas Ruitenbeek）认为今天所见沈括的记载很有可能是他本人对《木经》的概括或者直接摘录自《木经》残篇。

### 地球科学

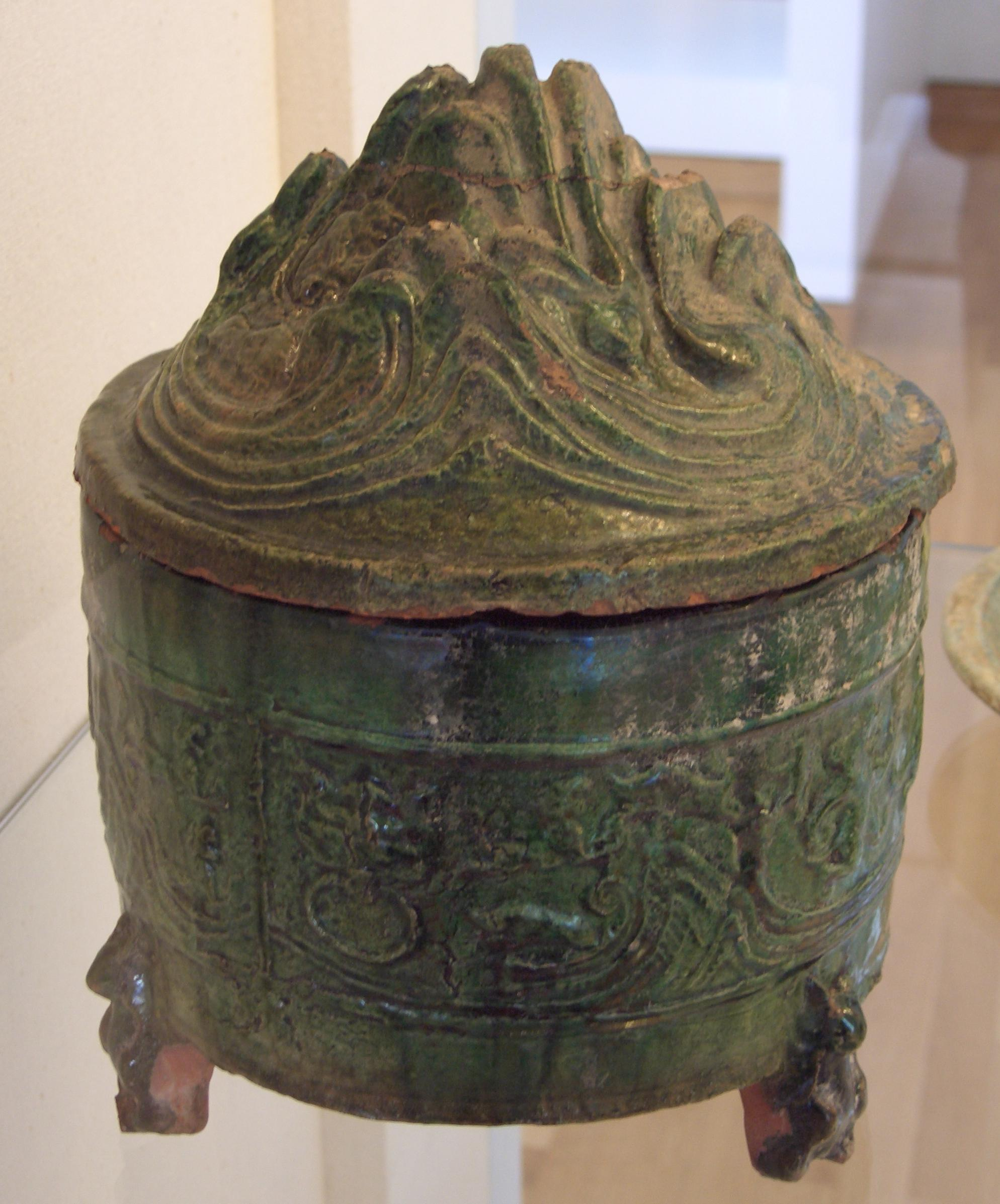
假山作顶的汉代香炉

沈括在地球科学诸多领域存在建树。沈括在地质学领域，论证了地球的海陆变迁和水的侵蚀作用：沈括出任河北西路察访使时曾沿着太行山北行，根据自己在太行山中发现的贝壳化石推论太行山在古代曾经滨海，暗示华北平原为海退形成，太行山距离海洋超过千里大概是漫长时间“浊泥所湮”所造就；沈括在熙宁五年疏浚黄河时曾经测算黄河淤泥的沉积速度，得出当时黄河淤泥厚达10米，平均每年增高一厘米，同时他在雁荡山考察峡谷地形，将之与黄土高原地区并结为水流下切形成的地形，虽然晚于阿拉伯科学家阿维森纳提出侵蚀理论，但远远早于欧洲，欧洲直到18世纪现代地质学之父赫登才确立这一观点。
沈括也是北宋制图领域的专家，他的《守令图》包括了23张记载北宋及周边形势的地图，每一张都是依照“二寸折百里”（1:900,000）等比例绘制；《守令图》在元代以后失传，但有学者考证1964年四川荣县发现的《九域守令图》碑刻可能系沈括作品的部分仿制品。李约瑟考证中国人制作地形模型的历史或可追溯到汉代，汉代陶器盖顶就已经刻制假山作为装饰，而据《后汉书》记载东汉时的马援在建武八年（32年）“聚米为山谷，指画形势”，利用大米制作地形模型用于指挥。沈括在出使辽国期间也利用面糊、木屑和熔蜡制作了地形模型，后来他的制图方法推广用于北宋边防事务，欧洲要到18世纪才由瑞士人制作出同类型地形模型。
沈括还在古生物学和古气候学也有所涉略。沈括还提到治平年间泽州有人在他家后院发掘出状如龙蛇之物，时人推测这可能是某种生物的化石；晉城县县令程伯純也查验此物，认为化石某些结构可见于今天某些海洋生物；沈括则将此物归为“石蟹”。沈括在出任延州时曾经遇到永寧關大河河岸崩塌，崩塌后地下数十尺全部暴露，显露出盘根错节的石化竹林遗迹，他于是思考这些竹子是生长于哪个朝代，考虑到竹子适合生长于温暖潮湿的环境，他认为西北内陆的延州或许古代也有一段时期温暖潮湿。他还认为，既然石化的竹子可以在竹子今天生长范围之外发掘出来，各地的气候或许也存在变迁现象。后来的学者根据沈括记录考证沈括见到的化石其实并非竹子，而可能是已经灭绝的芦木。在沈括的启发下不少人也开始研究化石，譬如南宋理学家朱熹，但中国古代并没有发展出古气候学。
沈括对气候学和物候学也有研究，他指出各地温度由于纬度、高度不同存在变化，同一植物开花时间也受影响在不同高度、不同纬度有着不同发育期，同时指出人类干预可以改变植物生长和发育时间。沈括还研究过海潮的形成原因，反驳卢肇海潮因为日出日没形成的理论，肯定了唐代窦叔蒙和封演的观点，指出海潮是受到月球运动产生。沈括还纠正过各地书籍对于地理的错误记载，反驳经文河流注入五湖的论点，认为河流均注入大海；他还批评各地志书喜好攀附名人胜景导致地名重复、错乱的现象，例如东海县曾有墓地被地方官员误判为汉代疏广、疏受墓地，沈括就纠正二疏系东海兰陵人，兰陵并非在当时的东海县境内，今日的东海县系汉代赣榆县演化而来。沈括还是最早记录龙卷风的东亚人，直到20世纪初欧美研究者才在中国发现北美以外的龙卷风现象。沈括认为彩虹为阳光照射下形成的水中日影，后世研究者认为这一点已经接近现代大气折射理论的科学解释，欧洲最早是由13世纪的罗吉尔·培根提出彩虹的色彩是由阳光折射产生。他还记录里北宋不同地区的物产，将西北地区的“石脂水”正式命名为“石油”，称赞此物将来必然会大行于世。

### 农学
沈括在农学领域主要有三点贡献，一则支持并亲自规划、实施农业水利，二则总结大量农业技术，三则在农业生物学和耕作技术上有着自己的见解和主张。沈括重视水利的思想可能来自于他的兄长沈披，沈括最早也是通过治理沭河得到提拔，在王安石变法中也是积极支持农田水利法，身体力行实施淤田法并为新法立论辩护，并且对于两浙水利也有贡献。沈括在园艺方面也很有研究，根据现存《梦溪忘怀录》，沈括曾经总结出一套种植竹子的方法，并为许多农书引用；沈括老家在杭州西溪（亦是杭州龙井茶产区之一），受到家乡种茶风气影响，沈括也懂得种茶技术，并且作有茶树栽培专论《茶论》，虽然这本书已经失传，但从《梦溪笔谈》记载也可知一二；沈括亦将其对于物候学的观察亦用于农业生产领域。

### 天文学和历学

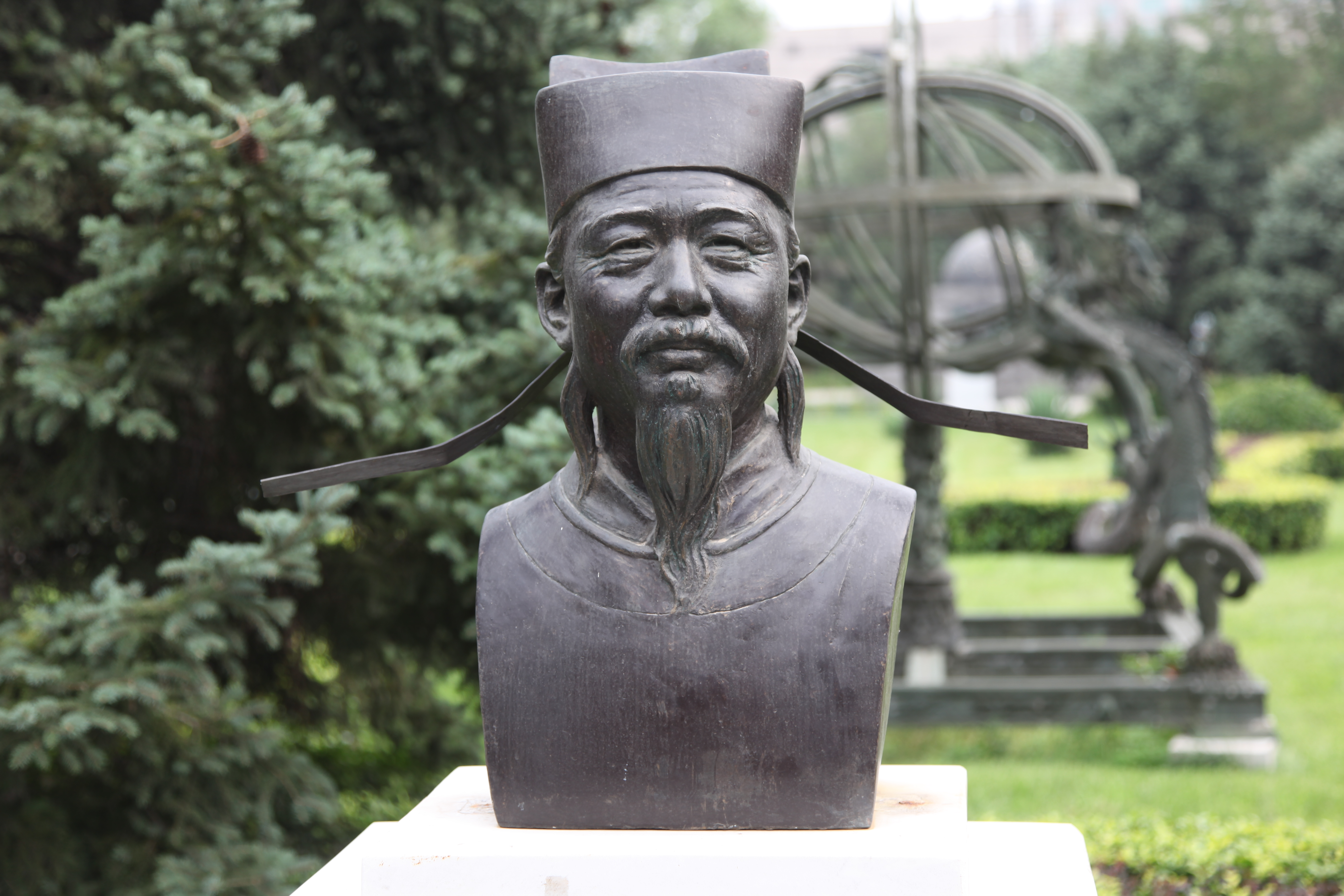
北京古观象台的沈括像及浑仪

沈括在天文学领域有全面贡献。虽然沈括仍然保持类似地心说的学术论点，但他在天文观察中已经发现行星在恒星背景运行时会逆行形如柳叶形，哥白尼也正是通过这一现象证明日心说。沈括为了提高观察准确性，改进和简化浑仪，采用燕肃的平水壶作为新的刻漏，作有《浮漏议》《浑仪议》《景表议》三文，系统论述刻漏、浑仪、日晷的制作原理和使用方法。沈括通过这些仪器纠正了古人观察到日晷和刻漏对应时间存在偏差以为刻漏夏冬滴水快慢不同的错误观点，认为这实际上是由于太阳视运动不均导致昼夜长度变化，夏天白昼时间长于冬天，可惜他用于观察太阳视运动的“圆法”“妥法”并没有流传下来，根据近代严敦杰考证其实类似于连续函数的插值法，沈括实际上以高阶插值法取代了原先的线性插值法。
沈括改进了5世纪祖暅之发明的窥管，增长其半径以便校准，通过长达三个月的观察，纠正了古人认为北极星不动的观点，观察得出北极星（当时的北极星为今天的天枢星）其实偏离北极“三度有余”，实际上也是随着地球自转在缓慢移动，他的成果后来为同时代的苏颂记录在《新儀象法要》的第4幅星图中。沈括继承了张衡、京房“日似弹丸，月似镜体”亦即月相是由月球反射太阳形成的学说，并且解释了为什么天体是球形，但是沈括并没记录自己是否也支持地圆说，地圆说可能要到明代才由徐光启和利玛窦传入中国。沈括对于行星运转有着自己的理解，他和卫朴认识到由于视在太阳日存在变化，既有根据平均太阳日计算的历法必然存在较大偏差。因此沈括和卫朴一道五年内每夜三次记录星月运行轨迹，推测得出月球其实也和地球一样绕日公转，月球公转轨道像一根绳子一样缠绕在地球公转轨道上。沈括在天文观察中还发现蒙气差现象，即天体光线会在通过地表大气时产生折射，太阳的实际高度角要比视在高度角低，同时期阿拉伯科学家海什木也发现了这一现象。
沈括和卫朴制定的奉元曆最大的特点使用阳历取代阴历，历法也首次和遵照地球公转规律的二十四节气相吻合，避免了阴历需要设置闰月减少节气和实际月份之间偏差的问题，沈括称之为十二气历法，新历法每年天数已经和今天的公历相同。虽然沈括和卫朴证明了先前的历法计算存在较大偏差，但保守派官僚依旧固执己见，故意排斥平民出身的卫朴，沈括拿出实验结果后他们也只是勉强认可月球绕日公转，天文观测中仍有许多错误得不到纠正。沈括和卫朴的历法后来还是受到废黜。

### 历史学和考古学
除去科技史和历史地理学的成就，沈括在史学上推崇司马迁，对于班固指责司马迁作《游侠列传》《货殖列传》诽谤圣贤的说法不以为然，司马迁的思想也影响到沈括的写作。沈括和司马迁一样，客观中立描述了李顺起义的前因后果，揭露了当时官文的捏造，他还关心民间的能工巧匠，详细记录了当时许多出身平民的发明家，例如他笔下发明活字印刷术的毕昇、他所保举的天文学家卫朴等等；沈括还注重当时财经情况，详细记录了茶叶“三说法”和“三分法”、刘晏的均输法及沈括考察其于东南的实施情况等等，为后世研究北宋财政经济提供重要史料。沈括对于边疆防务，尤其是自己亲身经历的出使辽国、宋夏战争也有着清晰的记录，可以与相关史料对照参考，纠正《宋史》之不足，沈括自己也曾经对许多史料进行考订，并且亲身进行过考古研究。
沈括和同时代的士大夫一样爱好古玩和考古，考古学家夏鼐统计《梦溪笔谈》中涉及考古学的有28条，其中涉及古器物学的有15条，涉及考古发掘和窖藏的有7条，涉及古墓和古城的有6条，抛去有关地质和气候变化的条目，沈括的考古研究上溯新石器时代的石斧、商周时期的青铜器、战国玉器和画像石，下抵六朝古墓、唐代玉钗等等，时间跨度长达千余年，几乎涉及考古学的方方面面。不同于当时士大夫考古以追求恢复古礼，沈括更偏向于根据自身经验推断和研究物品的原始使用和制造方法。沈括批评当时士大夫不去考察考古发掘的实物证据，仅凭自己臆测复原古代器物，沈括还对于凡物皆由圣人和先贤所造的经学理论不以为然，认为大多数器用都是由古代平民百姓所创造。弗雷泽和哈伯（Fraser & Haber）则认为沈括考古更加注重跨学科研究，沈括将其考古发现运用于冶金、光学、几何学以及地理测量等领域的研究。沈括在司天监工作的时候，就根据模型和古文记载复原古代浑天仪。沈括在研究光学的时候，也有使用自己收藏的古董镜子。沈括研究古代武器，记载了古代弩机上的瞄准工具，并且研究古代使用复合钢材铸造的刀剑，推测其剑刃由锻铁和低碳钢制成，而锋尖则是使用高碳钢铁制成。沈括根据自己的考古发现，推断古甬钟顶部存在空心结构以便于悬挂。沈括还深入古墓，根据墓穴壁画推测汉代服饰的原貌。沈括在海州获得考古新出土的古代弩机，并且发现弩机上有带刻线的十字瞄准装置，通过这一装置可以计算远处山脉的距离及高度，李约瑟认为这种装置类似西方最早在14世纪记载的十字测天仪。

### 艺术、音乐及鉴赏
沈括爱好音乐，对于书画亦有所鉴赏。沈括在《梦溪笔谈》记录里中国古代音乐的发展历史，并详细记载了北宋时期的宫廷雅乐、宴会燕乐、和世俗清乐，他反对士大夫一昧追求雅乐的复古，相反肯定了新兴的燕乐和清乐——沈括详细记载了北宋清乐中乐曲短小的清调、音调复杂的平调、节奏急促和侧调三种调式，但沈括最杰出的贡献在于他对燕乐的记载，沈括是唯一正确记载燕乐二十八调的人——他记录了燕乐的各调、调式所用的音和音域，分辨了古代和当时音阶的区别，同时也是中国古代音乐节奏的最早记录，沈括的燕乐也是遗存最早使用工尺谱记录的乐谱。沈括不仅精通音乐，还专长乐器，他是最早记载胡琴的人，同时还记录制琴的各种工艺细节，研究过古代出土的甬钟。沈括批评汉代学者使用乐律附会历法的做法，计算十二律管长，并且概述了律管音高有关的四种数字及计算方法，沈括还阐述了圆钟和扁钟的发声原理，解释了乐器间的共鸣现象，并且提出琴瑟“隔四相应”（音高差八度）共鸣。沈括还在歌词、声乐和乐器演奏有过论述：沈括批评当时文人认为乐曲从属于歌词、不依据曲调随意填词的现象，主张声乐相从，声意相谐；沈括主张歌唱吐字和发声相互结合、转换无杂音，声音顿挫抑扬，含蓄有味，声音之间的共鸣、力度变化、音量增减都要在字腹完成；沈括还记载了当时稽琴演奏家的技艺，他还记载了七弦琴的调弦法，晚年亦以琴为友。沈括对于音乐的鉴赏，则在于形神兼备，追求“意韵萧然，得于声外”的境界，他创作了《乐论》《乐器图》《三乐谱》《乐律》，可惜全部失传，只有《梦溪笔谈》有关音乐的记载流传下来。
沈括的书画收藏极为丰富，根据《梦溪笔谈》和宋人笔记就有阎立本《秦府十八学士图》、王维《袁安卧雪图》、董源《落照图》以及王羲之《笔精帖》、王献之《日寒帖》等等，宋四家之一的米芾曾为沈括家中藏品所魂牵梦萦，并且为沈括临帖晋人墨迹。虽然沈括大部分藏品都是在贬谪期间收藏，但他从小就热爱收藏字画，庆历八年就搜得谢朓书海陵王墓志铭碑文，他也因此熟知书画的鉴别，批评了一些不着边际的鉴画方法，米芾也记录过沈括错将自己字画认作古物的尴尬案例。沈括认同欧阳修欣赏“萧然淡泊”的旨趣，认为书画神胜于形，书法应该超脱法度、出神入化，绘画也要造理入神、体现画意，例如沈括收藏的王维《袁安卧雪图》为人诟病雪中芭蕉不符合时令出现，沈括就认为画中芭蕉非但合理，反而更是画作的点睛之笔，虽然超脱生活常识但体现了画家的新意和情操，这也是北宋文人画崇尚抒发主观情感、体现个人性灵与理想大背景的个例体现。沈括评价当时绘画最妙是为山水画，无论山水画还是人物画他都最推崇王维，沈括于花鸟画最喜好水墨花竹，尤钟情徐熙的作品。

### 政治和哲学思想
沈括在政治思想上比较接近王安石，并且两人有着许多相同之处，例如都推崇孟子、都作有《孟子解》——沈括的《孟子解》对“民贵君轻”作出了深入阐述，认为所谓“天”即“民”也，君子不为一君存亡，也不为一姓存亡，他所需要做的正是顺从天心民意，君子不应该是高高在上劳心者治人，而是与民共进退，士大夫也应该和民众一样从事劳动。沈括年轻时代曾经立下志向，希望将来可以比肩孟子，然而等到晚年贬谪江南，朋友来过问此事，沈括又是拿孟子“是以论其时也”回应，亦有孟子“达则兼济天下，穷则独善其身”的变通处世之道。沈括很大程度受到宋代儒学学者推崇博学和疑古思潮的影响，然而他将博学和怀疑精神推之于科学研究中，认为理寓于万事万物之中，并像理学家一样致力于穷自然之理、科学之理。沈括对于自然界最基本的观点是，世间万物无时无刻不处于变化之中，为此他热衷实验、潜心观察自然界的各种变化现象，考察自然界变化的规律，并将之付诸实践，例如沈括认为人在一天中不同时间服用药物效果会有所不同，具备了初步的生物钟意识。沈括的自然哲学观点不同于当时的儒家思想，更加接近于道家的思想主张，道家认为宇宙浩瀚无垠，人类通过科学实验只能认识到世界的一小部分，沈括也引用《易经》来表达天文学粗浅的实验方法无法探求宇宙的大道极致——席文认为沈括是人类历史上第一位“清晰分辨人类所获得的零碎经验和我们试图解释的统一因果世界之间差异”的人，但彼得曼和沙夫斯坦则认为这种思想在古希腊赫拉克利特、柏拉图和德谟克利特的作品中早有体现。沈括笃信天命与谶纬学说，并尝试解释其中关联，他对异象、命数和灾变深感兴趣，但也训诫世人不要迷信命定论。沈括曾记录过这样一件怪事，自己友人家遭到雷击，全屋梁壁及漆器均无损失，只有金属物品熔化，然后做出以下评论：
|                                  | 人但知人境中事耳，人境之外，事有何限？欲以區區世智情識，窮測至理，不其難哉！ |
| ——沈括，《梦溪笔谈·卷二十 神奇》 |                                                                              |

沈括在《孟子解》中也论述过所谓君子之道，认为仅仅凭借感官和思维获取经验无法取得完整真理，沈括对于孟子的理解亦体现出其内心基于道德观的自治观念，这一观念也驱使他自主实现人生价值。沈括在儒家经典之外，对于各类神祗和佛学禅修都有论述和研究。

## 作品
沈括的大部分作品可能在蔡京主政期间遭到销毁，蔡京恢复了王安石变法的改革措施，同时在排除异己方面不余遗力，大规模篡改新旧党争中不利于新党的文献记录。沈括虽然没有名列元祐党人碑，但据《宋史》记载其作品亦被视作异端，经历了宋哲宗、宋徽宗两朝的毁禁，直到钦宗朝才弛禁。根据《宋史》等文献记载，沈括著作至少达40多种，遍及经史子集，胡道静在1956年出版《夢溪筆談校證》中详列沈括作品清单，统计现存作品仅6种，2011年浙江大学的杨渭生教授则将其花费30年搜集的沈括作品合编为85卷本的《沈括全集》出版。

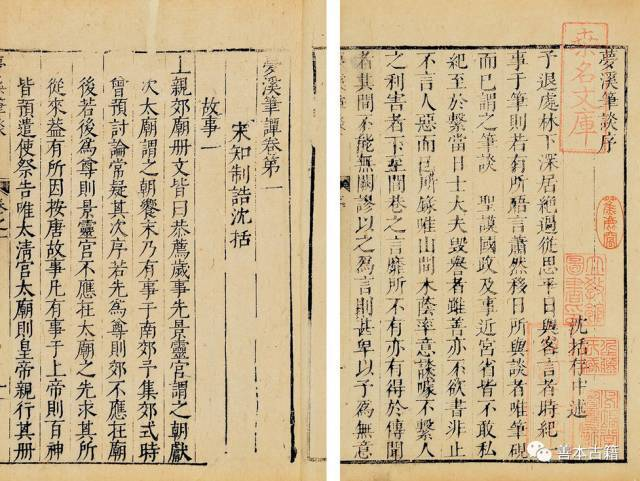
《夢溪筆談》書影

### 《梦溪笔谈》
《梦溪笔谈》系沈括软禁随州期间开始创作，并最终成书于沈括迁居梦溪笔园之后，现存最早号称为南宋孝宗乾道二年扬州州学刊本，此本实为明代覆宋本，明商濬编《稗海》将《笔谈》《续笔谈》《补笔谈》合编，明末马元调据《稗海》本增补《续笔谈》《补笔谈》，补《续笔谈》至3卷。1950年代，胡道静根据清光绪的三十二年番禺陶氏爱庐刊本著成《梦溪笔谈校证》和《新校证梦溪笔谈》，将笔谈内容分为609条。宋史称《笔谈》共计30卷，《沈括全集》则收录《笔谈》26卷、《续笔谈》3卷、《补笔谈》1卷。《梦溪笔谈》汇集沈括毕生心血，其科学史料部分占全书35%以上，在中国乃至世界科学史都占有重要地位。

### 其他作品
除《梦溪笔谈》外沈括作品流传较广的当属《长兴集》，《长兴集》主要收录沈括的诗词歌赋和政府公文，多数系后人辑录，现本出自南宋初年处州司理参军高步将合编的《三沈集》，该本辑录了沈括的《长兴集》和其侄沈遘、沈辽的作品，《长兴集》原共41卷，至明初覆本时仅存19卷，清康熙五十七年（1718年）吴允嘉补正《三沈集》，后来《四库全书》则仅仅收录明初覆本。明初覆写的《长兴集》诗歌部分尽数散佚，后来胡道静、王骧先等学者则从古籍中辑佚沈括诗歌，重新整理的《长兴集》存文183篇、诗65首。《苏沈良方》最早出现于南宋初年，系沈括在梦溪园所著《良方》15卷间杂苏轼医方所得，亦作15卷本，自《苏沈良方》刊行后《良方》本篇不断散佚，今仅存《苏沈良方》10卷，其中药方出自沈括《良方》者至少170条。2011年出版的《沈括全集》在补校《梦溪笔谈》《长兴集》和《苏沈良方》之外，另外辑佚《灵苑方》66条、《梦溪忘怀录》63条以及《清夜录》《熙宁奉元曆》《惠民药局方》部分内容：《灵苑方》原为20卷，《良方》中多有提及，为沈括早年作品；《梦溪忘怀录》原有3卷，旧题《怀山录》，沈括晚年改名为《忘怀录》，归类为农书，主要讨论种植方法及食品加工，亦有论及出游工具和景点；《清夜录》原有1卷，系沈括辑录鬼怪传说的合集；《熙宁奉元曆》为熙宁八年（1075年）沈括和卫朴合作纂成，系二人创制新历的官方报告，新历并未得到政府的全面实施，至南宋初年即已散佚，绍兴九年（1139年）史官为修《神宗正史》求此历而不得，惟清代李锐辑佚并据元代相关技术推证得《补修宋奉元术》，盖复原原书一小部分，亦为《沈括全集》所收录。然而包括《南郊仪》110卷、《熙宁奉元曆经》14卷、《熙宁奉元曆备草》6卷、《比较交蚀》6卷在内的大量作品已尽数亡佚。

## 影响

### 评价及研究

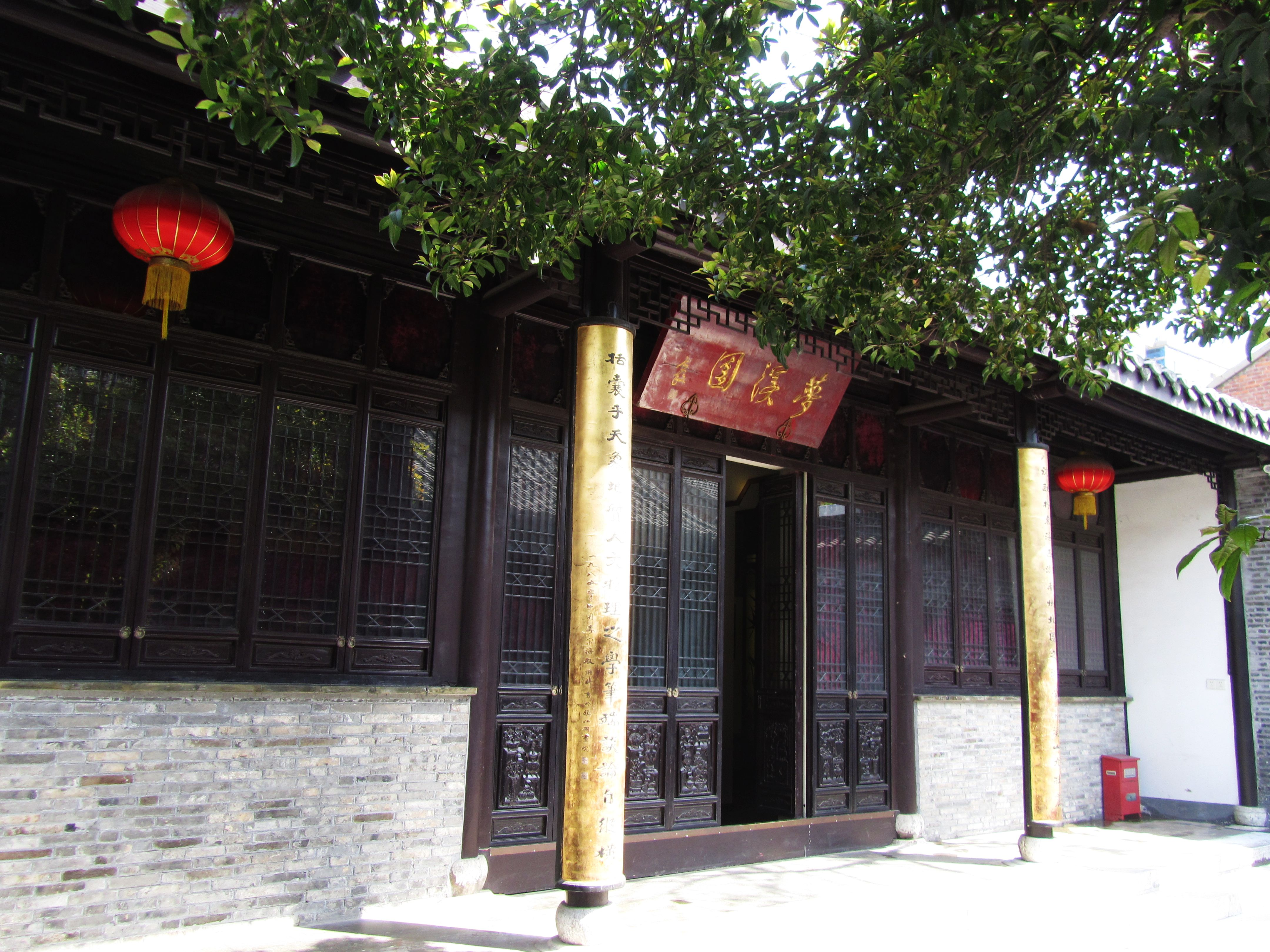
镇江梦溪园展览厅

沈括在生前被列入王安石亲信、元祐党人之列，成为当权者眼中的误国误民的奸党小人，不论新党还是旧党都对其人品有不少非议。沈括的作品在哲宗、徽宗朝被视作异端邪说加以毁禁，直到宋钦宗即位、蔡京倒台以后才得以解禁。沈括死后，王铚《元祐补录》称沈括在乌台诗案中告发苏轼，后来在贬谪梦溪园时又主动巴结苏轼，这种小人形象因余秋雨的散文为大众所知，并为后来出版的《苏轼年谱》《苏轼传》所采信；但该记载的真实性存疑，包括在《续资治通鉴长编》中引用此例的李焘也质疑“年月先后差池不合”，《沈括评传》的作者祖慧认为孤证不足征，据喻世华教授考证《元祐补录》外有关沈括与苏轼直接交往的记录仅沈括贬谪润州时苏轼《书沈存中石墨》一例。后世史书多推崇其博学多才，例如《宋史》评价沈括“括博学善文，于天文、方志、律历、音乐、医药、卜算，无所不通，皆有所论著”，这种观点一直延续到清朝，清代《四库全书总目提要》则称赞“括在北宋學問最為博洽，於當代掌故，及天文算法鍾律，尤所究心”。20世纪以来，随着中国科技史研究的开展，对沈括的评价逐渐由沈括由博学的文学作家转为科学家。
中国国内对本国科学史的研究始于20世纪初，在发展之初就带有爱国主义倾向，一直比较偏重于沈括这类中国科技史上的正面案例，至1949年中华人民共和国成立和1953年朝鲜战争爆发后以后就越发强烈，文革批林批孔运动中则趋于极端化的群众运动，这种历史观念一直影响到今天的科学史研究。根据台湾学者傅大為的统计，截至1982年已经出版的中国科学史研究论文中沈括名字出现频率高居榜首，成为最受现代学者青睐的古代科学家，亦是两岸教科书中国科学史部分的标志性人物。对沈括的科学史研究起源于1926年竺可桢发表的《北宋沈括对于地学之贡献与纪述》，随后浙大的张荫麟在1936年发表《沈括编年事辑》第一次以“科学家”评价沈括，竺可桢校长还曾在浙大玉泉校区建立了存中馆以纪念沈括，由于两人都是浙大德高望重的教授，因此浙大学人中许多人后来也加入了沈括研究的行列中。对于沈括及《梦溪笔谈》研究最为深入者莫过于胡道静，胡道静以1956年出版《梦溪笔谈校正》一举成名，用尽一生收集、校正和辑佚沈括作品，但在文革期间不得不中断研究，所编撰的《梦溪笔谈补证》《苏沈良方校证》《沈存中佚书钩沉》约40万文字尽数“毁于秦火”。文化大革命批孔运动期间，沈括被列为与儒家对立的法家代表人物，也因此在1970年代涌现出一批以批评儒家为基调的沈括研究作品。沈括虽然列传于《宋史》且评价不低，但内容有许多“颠倒乖张”之处，从张荫麟的研究开始史学家逐渐厘清其生平，至1962年宋史研究专家张家驹写成第一本有关沈括的学术性传记——《沈括》；《沈括》出版后很长时间都没有后继作品出现，“中国思想家评传丛书工作会议”曾经向胡道静约稿撰写《沈括评传》，但胡道静并没有接稿，这部评传是由南京大学的祖慧教授完成，并于2004年初版。在胡道静死后，浙江大学的杨渭生教授花费30年时间收集、校正、编辑沈括作品，并最终在2011年出版了《沈括全集》。
海外对沈括作品的研究可以追溯到1847年，当时法国学者儒莲在《亚洲杂志》上翻译了《梦溪笔谈》有关活字印刷术的一段记述，1920年代德国和美国学者都翻译了这一段内容，美国学者托马斯·弗朗西斯·卡特翻译时还特别说明“（沈括）在宋代的作者中，他被认为是最严谨可信的一位”，日本数学家三上义夫亦在同时期写作其英文著作《中国算学之特色》，称赞沈括为全世界数学史所罕见的人物。英国汉学家李约瑟在《中国科学技术史》中深入研究沈括的《梦溪笔谈》，并称沈括“可能是中国科学史中最奇特的人物”，法国汉学家谢和耐也盛赞其博学多才。法国汉学家侯思孟则在1958年发表文章评价沈括及《梦溪笔谈》，他认为沈括在过去的七八年间地位陡增，一跃成为“中国最伟大的科学家”，批评中国学者过分强调沈括对科学成果的先占，认为西方学者需要以更加审慎的态度评价沈括；他也批评沈括完全没有将自己的观察转化为明确的理论，而这种缺陷也是早期中国科学发展的普遍性问题，古代中国人缺乏像欧洲人编纂《教会法整理汇编》那样将零碎的知识体系化的工作。胡弗同样认为沈括的写作缺乏明确的组织和“理论准确性”，或言之缺乏科学理论指导。席文也评价沈括的研究充斥着礼法说教、官场见闻和短暂的好奇心，但沈括缺乏深入研究的洞察力。也有观点认为中国人将所有学科汇合为一个总体科学，但席文认为沈括的作品并不足以体现这一特点，沈括并没有实现，甚至也没有去追求汇整所有知识为一个完整的框架，唯一能够串联其知识的恐怕只有他的工作履历。
旅美历史学家左娅在《沈括的经验主义》一书中将沈括的知识论归结为后世西方的经验主义，左娅并没有将沈括的作品作为早熟到“科学文本”进行评估，而是认为沈括的作品体现了其知识论立场，沈括与王安石之间的冲突本质也是非体系知识论和体系化立场之间的冲突，沈括作为王安石提拔的变法体系参与者，试图修补王安石变法的过失，却被王安石视作背叛大局，最后只能退出变法，实际上也体现了沈括和王安石在知识论层面的本质区别。中国人民大学的陳昊亦评价左娅使用现代术语“经验主义”的知识论体系考察沈括等人，相较于时代错置的“科学家”或者“士大夫”“工匠”等身份，更具有历史性和反思性。

### 身后及纪念
沈括死后归葬故乡钱塘，根据明人记载埋葬在钱塘县安溪太平山山麓。1983年余杭县发现沈括墓，1986年沈括墓被列为县级文物保护单位，1989年被列为杭州市文物保护单位，墓地只保留了部分宋代砖石结构以及玻璃制品和古代钱币，杭州市政府在2001年重新修复了墓地。根据镇江地方志记载，沈括死后只有南宋嘉泰年间知州辛弃疾重修过梦溪桥、嘉定年间知州赵善湘重修过梦溪园，此后梦溪园泯然史料，直到1985年镇江市政府和中国科学院自然科学史研究所共同举办举行纪念沈括逝世890周年大会，为此重修沈括的梦溪园，开辟了沈括纪念室，并将门前的街道改名为梦溪园巷。沈括在出任沭阳主薄时成功治理沭河，当地百姓为纪念他在今天的沭阳县章集街道八庙街建立庙宇，今已不存。沭阳县当地流传“沈垫肩”传说，还建有沈括像和沭阳梦溪植物园。根据元代陶宗仪《书史会要》记载，沈括以书法以“豪翰”闻名，胡道静统计目前沈括墨迹流传于世者有以下几处：丽水南明山高阳洞、青田林冠石门洞、乐清雁荡山灵岩龙鼻洞和山南的碧霄洞，均为摩崖石刻；沈括印鉴于书画者虽为前人所记载，但目前公开的书画资料中尚未发现收有沈括墨迹的卷幅；镇江尚有梦溪题刻，据胡道静考证为后人所作，也有学者质疑这一判断。1962年12月1日，中华人民共和国邮电部发行《中国古代科学家（第二组）》纪念邮票，沈括作为地质学代表入列。1979年7月1日中国科学院紫金山天文台将该台在1964年发现的一颗小行星2027命名为沈括。2019年3月22日，中华人民共和国首艘直流组网电力推进系统的科考船沈括号正式交付使用。

### 世系及后人

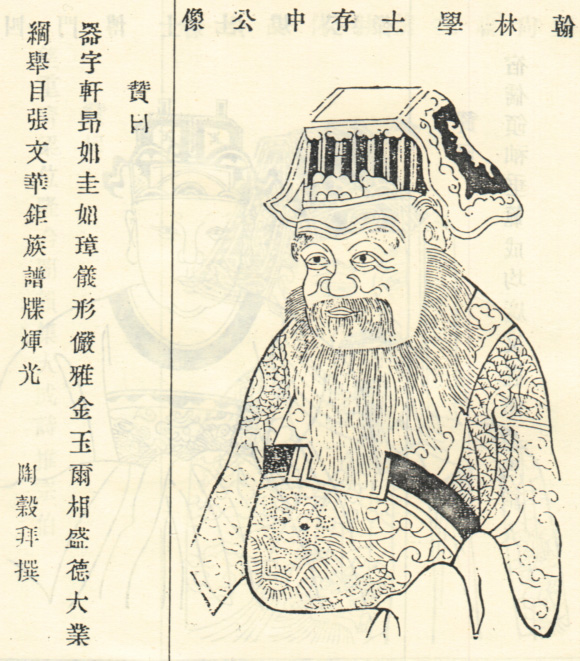
图像取自1919年修《江苏毘陵武城沈氏宗谱》，该部初修沈括乃南朝沈约六世孙，编者袁慰黎亦怪相隔600多年仅传数世因此考订为20世

沈括家系出自吴兴沈氏，是自五代外迁至钱塘县的众多支系之一，在北宋煊赫一时，虽然按照血缘关系可以算是中兴的望族遗脉，但当时社会更多认可其为新兴寒门。沈家虽然外迁，但对于吴兴郡望和同宗都有认同感，沈括曾经为同宗的明州沈起书写墓志铭，并且指出当时许多外地沈氏冒望吴兴，其侄沈遘虽然没有到过吴兴（即湖州古称）却也称湖州为吾州。此外虽然《宋史》将沈括列为沈遘、沈辽的从弟，但实际上沈括和沈遘兄弟系叔侄。南宋的陈振孙曾在《直斋书录解题》纠正过当时《四朝国史》就有的这一错误，并称沈遘兄弟传世文书都称呼沈括为“括叔”,《苏州府志》《吴县志》亦称沈括及其堂兄沈扶举为同母所生。
由于沈括声名显著，后世很多江南的许多沈氏家族，尤其是钱塘的沈氏，都喜欢攀附其世系，但沈括家族至沈晦已不再见诸典籍，有学者查阅上百沈氏族谱也未能发现世系正确且具有完整传承关系的家族。在诸多错谬中，最多的是将沈括与两宋宰相沈义伦、沈该联系在一起，主要流行于湖州、无锡、江阴一带。王铁曾在《中国东南的宗族和族谱》中根据王安石《太常寺分司南京沈公（沈周）墓志铭》《安乐郡君翟氏（沈扶妻）墓志铭》《内翰沈公（沈遘）墓志铭》、沈遘《伯少卿（沈振）埋铭》和佚名所作《沈睿达（沈辽）墓志铭》以及根据《宋史》正传记确定沈括家系（下图有节略，增加沈括母系）。民国八年（1919年）沈绍勋编纂的《钱塘沈氏家乘》虽然世系正确，但主要参考古籍，其自身世系最多只能追溯至明中期沈珍，中间存在断代。根据《钱塘沈氏家乘》沈括虽然葬于安溪太平山，但其以上九世大多埋葬于留下法华山、桃源岭等地，与沈括自述祖坟在西溪相吻合，沈括侄沈遘亦以西溪为号作《西溪集》。时至今日，仍有许多家族认为或者“被证明”是沈括的后人，仍有许多人自称沈括及沈括家族后人，其家族遍布江浙及海内外各地。
| 沈曾庆 | 沈曾庆 | 沈曾庆 | 沈曾庆 | 沈曾庆 | 沈曾庆 |  |  |      |      |      |      |      |      |  |  |        |      |      |      |      |      |  |  |      |      |      |      |      |      |  |  |        |        |        |        |        |        |      |      | 许延寿 | 许延寿 | 许延寿 | 许延寿 | 许延寿 | 许延寿 |      |      |      |      |      |      |      |      |        |        |        |        |        |        |           |           |           |           |           |           |        |        |        |        |        |        |           |           |           |           |           |           |  |  |  |  |  |  |  |  |  |  |  |  |  |  |  |  |  |  |  |  |  |  |  |  |  |  |  |  |  |  |  |  |  |  |  |  |  |  |  |  |  |  |  |  |
| 沈曾庆 | 沈曾庆 | 沈曾庆 | 沈曾庆 | 沈曾庆 | 沈曾庆 |  |  |      |      |      |      |      |      |  |  |        |      |      |      |      |      |  |  |      |      |      |      |      |      |  |  |        |        |        |        |        |        |      |      | 许延寿 | 许延寿 | 许延寿 | 许延寿 | 许延寿 | 许延寿 |      |      |      |      |      |      |      |      |        |        |        |        |        |        |           |           |           |           |           |           |        |        |        |        |        |        |           |           |           |           |           |           |  |  |  |  |  |  |  |  |  |  |  |  |  |  |  |  |  |  |  |  |  |  |  |  |  |  |  |  |  |  |  |  |  |  |  |  |  |  |  |  |  |  |  |  |
| 沈英   | 沈英   | 沈英   | 沈英   | 沈英   | 沈英   |  |  |      |      |      |      |      |      |  |  |        |      |      |      |      |      |  |  |      |      |      |      |      |      |  |  |        |        |        |        |        |        |      |      | 许仲荣 | 许仲荣 | 许仲荣 | 许仲荣 | 许仲荣 | 许仲荣 |      |      |      |      |      |      |      |      |        |        |        |        |        |        |           |           |           |           |           |           |        |        |        |        |        |        |           |           |           |           |           |           |  |  |  |  |  |  |  |  |  |  |  |  |  |  |  |  |  |  |  |  |  |  |  |  |  |  |  |  |  |  |  |  |  |  |  |  |  |  |  |  |  |  |  |  |
| 沈英   | 沈英   | 沈英   | 沈英   | 沈英   | 沈英   |  |  |      |      |      |      |      |      |  |  |        |      |      |      |      |      |  |  |      |      |      |      |      |      |  |  |        |        |        |        |        |        |      |      | 许仲荣 | 许仲荣 | 许仲荣 | 许仲荣 | 许仲荣 | 许仲荣 |      |      |      |      |      |      |      |      |        |        |        |        |        |        |           |           |           |           |           |           |        |        |        |        |        |        |           |           |           |           |           |           |  |  |  |  |  |  |  |  |  |  |  |  |  |  |  |  |  |  |  |  |  |  |  |  |  |  |  |  |  |  |  |  |  |  |  |  |  |  |  |  |  |  |  |  |
|        |        |        |        |        |        |  |  |      |      |      |      |      |      |  |  |        |      |      |      |      |      |  |  |      |      |      |      |      |      |  |  |        |        |        |        |        |        |      |      |        |        |        |        |        |        |      |      |      |      |      |      |      |      |        |        |        |        |        |        |           |           |           |           |           |           |        |        |        |        |        |        |           |           |           |           |           |           |  |  |  |  |  |  |  |  |  |  |  |  |  |  |  |  |  |  |  |  |  |  |  |  |  |  |  |  |  |  |  |  |  |  |  |  |  |  |  |  |  |  |  |  |
| 沈同   | 沈同   | 沈同   | 沈同   | 沈同   | 沈同   |  |  |      |      |      |      |      |      |  |  |        |      |      |      |      |      |  |  | 沈周 | 沈周 | 沈周 | 沈周 | 沈周 | 沈周 |  |  |        |        |        |        | 许氏   | 许氏   | 许氏 | 许氏 | 许氏   | 许氏   |        |        | 许洞   | 许洞   | 许洞 | 许洞 | 许洞 | 许洞 |      |      | 许氏 | 许氏 | 许氏   | 许氏   | 许氏   | 许氏   |        |        | 谢涛      | 谢涛      | 谢涛      | 谢涛      | 谢涛      | 谢涛      |        |        |        |        |        |        |           |           |           |           |           |           |  |  |  |  |  |  |  |  |  |  |  |  |  |  |  |  |  |  |  |  |  |  |  |  |  |  |  |  |  |  |  |  |  |  |  |  |  |  |  |  |  |  |  |  |
| 沈同   | 沈同   | 沈同   | 沈同   | 沈同   | 沈同   |  |  |      |      |      |      |      |      |  |  |        |      |      |      |      |      |  |  | 沈周 | 沈周 | 沈周 | 沈周 | 沈周 | 沈周 |  |  |        |        |        |        | 许氏   | 许氏   | 许氏 | 许氏 | 许氏   | 许氏   |        |        | 许洞   | 许洞   | 许洞 | 许洞 | 许洞 | 许洞 |      |      | 许氏 | 许氏 | 许氏   | 许氏   | 许氏   | 许氏   |        |        | 谢涛      | 谢涛      | 谢涛      | 谢涛      | 谢涛      | 谢涛      |        |        |        |        |        |        |           |           |           |           |           |           |  |  |  |  |  |  |  |  |  |  |  |  |  |  |  |  |  |  |  |  |  |  |  |  |  |  |  |  |  |  |  |  |  |  |  |  |  |  |  |  |  |  |  |  |
|        |        |        |        |        |        |  |  |      |      |      |      |      |      |  |  |        |      |      |      |      |      |  |  |      |      |      |      |      |      |  |  |        |        |        |        |        |        |      |      |        |        |        |        |        |        |      |      |      |      |      |      |      |      |        |        |        |        |        |        |           |           |           |           |           |           |        |        |        |        |        |        |           |           |           |           |           |           |  |  |  |  |  |  |  |  |  |  |  |  |  |  |  |  |  |  |  |  |  |  |  |  |  |  |  |  |  |  |  |  |  |  |  |  |  |  |  |  |  |  |  |  |
|        |        |        |        |        |        |  |  |      |      |      |      |      |      |  |  |        |      |      |      |      |      |  |  |      |      |      |      |      |      |  |  |        |        |        |        |        |        |      |      |        |        |        |        |        |        |      |      |      |      |      |      |      |      |        |        |        |        |        |        |           |           |           |           |           |           |        |        |        |        |        |        |           |           |           |           |           |           |  |  |  |  |  |  |  |  |  |  |  |  |  |  |  |  |  |  |  |  |  |  |  |  |  |  |  |  |  |  |  |  |  |  |  |  |  |  |  |  |  |  |  |  |
| 沈振   | 沈振   | 沈振   | 沈振   | 沈振   | 沈振   |  |  |      |      |      |      |      |      |  |  | 沈扶   | 沈扶 | 沈扶 | 沈扶 | 沈扶 | 沈扶 |  |  | 沈氏 | 沈氏 | 沈氏 | 沈氏 | 沈氏 | 沈氏 |  |  | 杨文庆 | 杨文庆 | 杨文庆 | 杨文庆 | 杨文庆 | 杨文庆 |      |      | 沈披   | 沈披   | 沈披   | 沈披   | 沈披   | 沈披   |      |      | 沈括 | 沈括 | 沈括 | 沈括 | 沈括 | 沈括 |        |        |        |        |        |        | 不详 元配 | 不详 元配 | 不详 元配 | 不详 元配 | 不详 元配 | 不详 元配 |        |        |        |        |        |        | 张氏 继室 | 张氏 继室 | 张氏 继室 | 张氏 继室 | 张氏 继室 | 张氏 继室 |  |  |  |  |  |  |  |  |  |  |  |  |  |  |  |  |  |  |  |  |  |  |  |  |  |  |  |  |  |  |  |  |  |  |  |  |  |  |  |  |  |  |  |  |
| 沈振   | 沈振   | 沈振   | 沈振   | 沈振   | 沈振   |  |  |      |      |      |      |      |      |  |  | 沈扶   | 沈扶 | 沈扶 | 沈扶 | 沈扶 | 沈扶 |  |  | 沈氏 | 沈氏 | 沈氏 | 沈氏 | 沈氏 | 沈氏 |  |  | 杨文庆 | 杨文庆 | 杨文庆 | 杨文庆 | 杨文庆 | 杨文庆 |      |      | 沈披   | 沈披   | 沈披   | 沈披   | 沈披   | 沈披   |      |      | 沈括 | 沈括 | 沈括 | 沈括 | 沈括 | 沈括 |        |        |        |        |        |        | 不详 元配 | 不详 元配 | 不详 元配 | 不详 元配 | 不详 元配 | 不详 元配 |        |        |        |        |        |        | 张氏 继室 | 张氏 继室 | 张氏 继室 | 张氏 继室 | 张氏 继室 | 张氏 继室 |  |  |  |  |  |  |  |  |  |  |  |  |  |  |  |  |  |  |  |  |  |  |  |  |  |  |  |  |  |  |  |  |  |  |  |  |  |  |  |  |  |  |  |  |
|        |        |        |        |        |        |  |  |      |      |      |      |      |      |  |  |        |      |      |      |      |      |  |  |      |      |      |      |      |      |  |  |        |        |        |        |        |        |      |      |        |        |        |        |        |        |      |      |      |      |      |      |      |      |        |        |        |        |        |        |           |           |           |           |           |           |        |        |        |        |        |        |           |           |           |           |           |           |  |  |  |  |  |  |  |  |  |  |  |  |  |  |  |  |  |  |  |  |  |  |  |  |  |  |  |  |  |  |  |  |  |  |  |  |  |  |  |  |  |  |  |  |
|        |        |        |        |        |        |  |  |      |      |      |      |      |      |  |  |        |      |      |      |      |      |  |  |      |      |      |      |      |      |  |  |        |        |        |        |        |        |      |      |        |        |        |        |        |        |      |      |      |      |      |      |      |      |        |        |        |        |        |        |           |           |           |           |           |           |        |        |        |        |        |        |           |           |           |           |           |           |  |  |  |  |  |  |  |  |  |  |  |  |  |  |  |  |  |  |  |  |  |  |  |  |  |  |  |  |  |  |  |  |  |  |  |  |  |  |  |  |  |  |  |  |
| 沈逵   | 沈逵   | 沈逵   | 沈逵   | 沈逵   | 沈逵   |  |  | 沈述 | 沈述 | 沈述 | 沈述 | 沈述 | 沈述 |  |  | 沈遘   | 沈遘 | 沈遘 | 沈遘 | 沈遘 | 沈遘 |  |  | 沈辽 | 沈辽 | 沈辽 | 沈辽 | 沈辽 | 沈辽 |  |  |        |        |        |        |        |        |      |      |        |        |        |        |        |        |      |      |      |      |      |      |      |      | 沈博毅 | 沈博毅 | 沈博毅 | 沈博毅 | 沈博毅 | 沈博毅 |           |           |           |           |           |           | 沈清直 | 沈清直 | 沈清直 | 沈清直 | 沈清直 | 沈清直 |           |           |           |           |           |           |  |  |  |  |  |  |  |  |  |  |  |  |  |  |  |  |  |  |  |  |  |  |  |  |  |  |  |  |  |  |  |  |  |  |  |  |  |  |  |  |  |  |  |  |
| 沈逵   | 沈逵   | 沈逵   | 沈逵   | 沈逵   | 沈逵   |  |  | 沈述 | 沈述 | 沈述 | 沈述 | 沈述 | 沈述 |  |  | 沈遘   | 沈遘 | 沈遘 | 沈遘 | 沈遘 | 沈遘 |  |  | 沈辽 | 沈辽 | 沈辽 | 沈辽 | 沈辽 | 沈辽 |  |  |        |        |        |        |        |        |      |      |        |        |        |        |        |        |      |      |      |      |      |      |      |      | 沈博毅 | 沈博毅 | 沈博毅 | 沈博毅 | 沈博毅 | 沈博毅 |           |           |           |           |           |           | 沈清直 | 沈清直 | 沈清直 | 沈清直 | 沈清直 | 沈清直 |           |           |           |           |           |           |  |  |  |  |  |  |  |  |  |  |  |  |  |  |  |  |  |  |  |  |  |  |  |  |  |  |  |  |  |  |  |  |  |  |  |  |  |  |  |  |  |  |  |  |
|        |        |        |        |        |        |  |  |      |      |      |      |      |      |  |  | 沈隆嗣 |      |      |      |      |      |  |  |      |      |      |      |      |      |  |  |        |        |        |        |        |        |      |      |        |        |        |        |        |        |      |      |      |      |      |      |      |      |        |        |        |        |        |        |           |           |           |           |           |           |        |        |        |        |        |        |           |           |           |           |           |           |  |  |  |  |  |  |  |  |  |  |  |  |  |  |  |  |  |  |  |  |  |  |  |  |  |  |  |  |  |  |  |  |  |  |  |  |  |  |  |  |  |  |  |  |
|        |        |        |        |        |        |  |  |      |      |      |      |      |      |  |  |        |      |      |      |      |      |  |  |      |      |      |      |      |      |  |  |        |        |        |        |        |        |      |      |        |        |        |        |        |        |      |      |      |      |      |      |      |      |        |        |        |        |        |        |           |           |           |           |           |           |        |        |        |        |        |        |           |           |           |           |           |           |  |  |  |  |  |  |  |  |  |  |  |  |  |  |  |  |  |  |  |  |  |  |  |  |  |  |  |  |  |  |  |  |  |  |  |  |  |  |  |  |  |  |  |  |
|        |        |        |        |        |        |  |  |      |      |      |      |      |      |  |  | 沈晦   |      |      |      |      |      |  |  |      |      |      |      |      |      |  |  |        |        |        |        |        |        |      |      |        |        |        |        |        |        |      |      |      |      |      |      |      |      |        |        |        |        |        |        |           |           |           |           |           |           |        |        |        |        |        |        |           |           |           |           |           |           |  |  |  |  |  |  |  |  |  |  |  |  |  |  |  |  |  |  |  |  |  |  |  |  |  |  |  |  |  |  |  |  |  |  |  |  |  |  |  |  |  |  |  |  |

### 注解
1. ↑  沈括生卒年份有四种说法，均参考《宋史》记载的“元祐初徙秀州繼以光祿少卿分司居潤八年卒年六十五”：
  1. 天圣七年至元佑八年（1029年-1093年）一说，分读“分司”“居潤”“八年”，“八年”即元佑八年，以元佑八年为卒年上溯六十五年；
  2. 天圣七年至绍圣元年（1030年-1094年）一说，参考《萍州可谈》“绍圣初复官，领宫祠”，以绍圣元年为卒年上溯；
  3. 天圣九年制绍圣二年（1031年-1095年）一说，出自胡道静，在前说基础上参考《续资治通鉴长编》将进图的时间定为元祐二年，次年得奖，因此沈括在元祐三年得旨“仍许任便居住”之后移居润州，八年后去世，比前一说晚一年。
  4. 明道元年至绍圣三年（1032年-1096年）一说，出自张荫麟，认为沈括迁居润州在进《守令图》得旨“仍许任便居住”之后一年“准于外州居住”，亦即元祐四年才开始，比前一说晚一年。
徐规早年倾向于胡道静说法，后来依据岳珂《宝真斋法书赞》卷五《唐名人真迹》之徐浩《谢赐书表》沈括题词“沈括存中观于百花堆季春十九日书”，认为沈括至少在元祐四年（1089年）春季之前就移居润州梦溪园，因此认定沈括是元祐四年移居润州，按照居润八年应当卒年为绍圣三年（1096年），符合张荫麟之说。目前学术界以后两说为争论焦点，本文参考资料中，张家驹从胡道静论，祖慧从徐规论，祖慧认为若无新证据出现，徐规的最新论点较胡道静更为妥当，因此本文采纳新的学术观点。[1][2]
2. ↑  “梦溪翁”出自《直斋书录解题》[3]，“梦溪丈人”出自《郡斋读书志》[4]，“岸老”出自《长兴集·岸老堂记》[5]
3. ↑  关于沈括的籍贯有四种说法，分别为钱塘（《宋史》）、吴县（《吴郡志》）、吴兴（《东都事略》）、明州（《攻媿集》），沈括随母入籍吴县，并以吴县籍贯考中解元，虽然沈括名列《吴县志》，但范成大并没有在《吴郡志》中列述沈括事迹，同时沈家以吴兴作为郡望，明州说可能将沈括与明州另一支沈氏望族混淆，沈括应该本籍是杭州，只是使用吴县籍贯考取功名[6]。
4. ↑  宋代西溪和今天西溪不同：唐至北宋时期西溪市 置今杭州留下，北宋端拱元年（988年）设西溪镇，绍兴八年（1138年）西溪镇改称留下镇。[8]
5. ↑  按《萍州可谈》语“余仲姊嫁其子清直，張出也”[105]，朱彧二姐嫁给沈括和张氏的儿子沈清直，两家因此结为姻亲。
6. ↑  据原注，席文转引自陈登原[200]。
7. ↑  统计资料来源于《中国古代科技史论文索引 1900-1982》[211]
8. ↑  原文称有《曾南丰集》，查曾巩《寿昌县太君许氏墓志铭》原文为：“子曰披，国子博士，有吏材；曰括，扬州司理参军、馆阁校勘，有文学。”此处有误[240]。

### 引用
1. ↑  张家驹 1978，第238-239頁.
2. ↑  祖慧 2004，第148-151頁.
3. ↑  祝尚书 & 中华书局 2020，第403頁.
4. ↑  晁公武 & 上海古籍出版社 1990，第541頁.
5. ↑  沈括 & 杨渭生 2011，第74頁.
6. ↑  张家驹 1978，第239頁.
7. ↑  张家驹 1978，第10頁.
8. ↑  西湖区区划地名服务中心 2020.
9. ↑  祖慧 2004，第22頁.
10. ↑  沈昱 2010，第11頁.
11. 1 2 3  祖慧 2004，第23頁.
12. 1 2  沈昱 2010，第12-13頁.
13. ↑  杭州大学宋史研究室 1985，第50-63頁.
14. 1 2  沈昱 2010，第12頁.
15. ↑  沈昱 2010，第13頁.
16. ↑  杭州大学宋史研究室 1985，第50-63頁，《沈括亲属考》周生春撰.
17. ↑  祖慧 2004，第25-26頁.
18. ↑  沈昱 2010，第14頁.
19. ↑  徐规 & 闻人军 1989.
20. 1 2 3 4  祖慧 2004，第27頁.
21. ↑  沈昱 2010，第15頁.
22. ↑  沈昱 2010，第16-17頁.
23. 1 2 3  祖慧 2004，第15頁.
24. 1 2 3  沈昱 2010，第18頁.
25. ↑  祖慧 2004，第30-31頁.
26. ↑  胡道静 1980.
27. ↑  祖慧 2004，第30頁.
28. ↑  徐规 1979.
29. ↑  何欣 2011.
30. ↑  祖慧 2004，第31-32頁.
31. ↑  祖慧 2004，第32-33頁.
32. 1 2  祖慧 2004，第34頁.
33. ↑  祖慧 2004，第36-38頁.
34. ↑  祖慧 2004，第34-35頁.
35. ↑  张家驹 1978，第229頁.
36. ↑  张家驹 1978，第14-19頁.
37. ↑  祖慧 2004，第39-40頁.
38. ↑  王真 1993，第25-26頁.
39. ↑  张家驹 1978，第12頁.
40. 1 2  祖慧 2004，第42頁.
41. ↑  祖慧 2004，第40-42頁.
42. ↑  钱斌 2012，第162-166頁.
43. ↑  王真 1993，第26頁.
44. 1 2  祖慧 2004，第43頁.
45. 1 2  祖慧 2004，第43-44頁.
46. ↑  祖慧 2004，第44-45頁.
47. ↑  祖慧 2004，第25, 46頁.
48. ↑  祖慧 2004，第45頁.
49. ↑  祖慧 2004，第50-51頁.
50. 1 2 3 4  祖慧 2003.
51. ↑  祖慧 2004，第51-52頁.
52. ↑  祖慧 2004，第55頁.
53. ↑  祖慧 2004，第52-54頁.
54. ↑  祖慧 2004，第54-55頁.
55. ↑  张家驹 1978，第52-53頁.
56. ↑  张家驹 1978，第53頁.
57. ↑  祖慧 2004，第55-60頁.
58. ↑  沈昱 2010，第39頁.
59. ↑  祖慧 2004，第61-62頁.
60. ↑  张家驹 1978，第20-42頁.
61. ↑  祖慧 2004，第66頁.
62. ↑  张家驹 1978，第56頁.
63. ↑  张家驹 1978，第57頁.
64. ↑  张家驹 1978，第57-58頁.
65. ↑  沈昱 2010，第51-55頁.
66. ↑  祖慧 2004，第68-69頁.
67. ↑  张家驹 1978，第58-60頁.
68. ↑  祖慧 2004，第69-71頁.
69. ↑  李焘 & 中华书局 2004.
70. ↑  祖慧 2004，第79頁.
71. ↑  祖慧 2004，第80-86頁.
72. ↑  沈昱 2010，第62-64頁.
73. ↑  祖慧 2004，第89-92頁.
74. ↑  沈昱 2010，第69頁.
75. ↑  祖慧 2004，第93-94頁.
76. 1 2  祖慧 2004，第94-97頁.
77. ↑  张家驹 1978，第85頁.
78. ↑  沈昱 2010，第69-74頁.
79. ↑  祖慧 2004，第97頁.
80. ↑  张家驹 1978，第101頁.
81. ↑  张家驹 1978，第101-109頁.
82. ↑  张家驹 1978，第101-105頁.
83. ↑  刘伯午 1989.
84. ↑  张家驹 1978，第115頁.
85. ↑  中华书局 1962，第770頁.
86. ↑  张家驹 1978，第107頁.
87. ↑  张家驹 1978，第115-116頁.
88. ↑  张家驹 1978，第116-118頁.
89. ↑  张家驹 1978，第117-118頁.
90. ↑  祖慧 2004，第113頁.
91. ↑  张家驹 1978，第124,127頁.
92. ↑  沈昱 2010，第85-86頁.
93. ↑  张家驹 1978，第124-125頁.
94. 1 2  林鹄 2019.
95. ↑  雷家圣 2020.
96. ↑  祖慧 2004，第121-134頁.
97. 1 2  方震華 2011.
98. ↑  祖慧 2004，第136-143頁.
99. ↑  祖慧 2004，第143-144頁.
100. ↑  祖慧 2004，第145-147頁.
101. ↑  祖慧 2004，第149-150頁.
102. 1 2  张家驹 1978，第148頁.
103. 1 2  林岑 1980.
104. 1 2  刘汉鼎 2020.
105. ↑  朱彧 2012，第61頁.
106. ↑  张荫麟 1936.
107. ↑  吴文俊 & 沈康身 2000，第70-71頁.
108. ↑  吴文俊 & 沈康身 2000，第67-70頁.
109. ↑  吴文俊 & 沈康身 2000，第71-75頁.
110. ↑  吴文俊 & 沈康身 2000，第75-82頁.
111. ↑  Sivin 1995，第14頁.
112. ↑  Ebrey 2006，第162頁.
113. ↑  Needham4a 1986，第97-98頁.
114. 1 2 3 4 5  李迪 1975.
115. ↑  Needham4a 1986，第98-99頁.
116. ↑  吴文俊 & 沈康身 2000，第84頁.
117. ↑  Sivin 1995，第29頁.
118. 1 2  Sivin 1995，第30-31頁.
119. ↑  Cherniack 1994.
120. ↑  Sivin 1995，第30頁.
121. ↑  Needham6a 1986，第475,499,501頁.
122. ↑  袁媛 2004.
123. ↑  Bielenstein 1986，第239頁.
124. 1 2  彭少辉 2006.
125. ↑  贾成祥 2008.
126. 1 2  Needham5a 1986，第201頁.
127. ↑  Gernet 1996，第335頁.
128. ↑  Needham5a 1986，第202-203頁.
129. ↑  Needham4b 1986，第33頁.
130. ↑  Sivin 1995，第27頁.
131. ↑  徐忆农 2002，第11頁.
132. ↑  Wu 1943，第211-212頁.
133. ↑  Needham5a 1986，第203,206頁.
134. ↑  李致忠 2017.
135. 1 2 3  诚堂 1961.
136. ↑  Needham4a 1986，第279頁.
137. 1 2  Hsu 1988，第102頁.
138. ↑  Needham1 1986，第135頁.
139. ↑  Needham4a 1986，第249-250頁.
140. 1 2  Sivin 1995，第21頁.
141. ↑  Elisseeff 2000，第296頁.
142. 1 2 3  Sivin 1995，第22頁.
143. ↑  Needham4c 1986，第660頁.
144. ↑  Needham4c 1986，第352頁.
145. ↑  Ruitenbeek 1996，第26-27頁.
146. ↑  Needham4c 1986，第141頁.
147. ↑  Needham3 1986，第580-581頁.
148. 1 2  杭州大学宋史研究室 1985，第1-15頁《北宋沈括对于地学之贡献与纪述》竺可桢撰，徐规校，原载于1926年11卷第6期《科学》，1979年收入《竺可桢文集》，此处据后者校正。
149. ↑  胡道静 1990，第53-56頁.
150. ↑  胡道静 1990，第64頁.
151. ↑  郭声波 2002.
152. ↑  Crespigny 2007，第659頁.
153. ↑  翟忠义 1962，第66頁.
154. ↑  Needham3 1986，第579-581頁.
155. ↑  Needham3 1986，第618頁.
156. ↑  Chan & Clancey 2002，第15頁.
157. 1 2 3  Needham3 1986，第614頁.
158. ↑  翟忠义 1989，第118頁.
159. ↑  胡道静 1990，第59-60頁.
160. ↑  胡道静 1990，第60-61頁.
161. ↑  翟忠义 1962，第68頁.
162. ↑  Sivin 1984，第25頁.
163. 1 2  Dong 2000，第72頁.
164. ↑  Sivin 1984，第24,534頁.
165. 1 2  Sarkar, Mailloux & Oliner 2006，第21頁.
166. ↑  胡道静 2011，第23頁.
167. ↑  胡道静 2011，第24-29頁.
168. ↑  胡道静 2011，第29-34頁.
169. ↑  徐振韬 2009，第198頁.
170. 1 2 3  潘鼐 1998，第154頁.
171. 1 2  Sivin 1995，第17頁.
172. ↑  徐振韬 2009，第199頁.
173. ↑  吴文俊 & 沈康身 2000，第60-62頁.
174. ↑  吴文俊 & 沈康身 2000，第63頁.
175. ↑  Needham3 1986，第278頁.
176. ↑  Needham3 1986，第413-416頁.
177. 1 2  Sivin 1995，第18頁.
178. ↑  Henderson 1986，第128頁.
179. ↑  吴文俊 & 沈康身 2000，第58-60頁.
180. ↑  Sivin 1995，第18-19,72-73,192頁.
181. ↑  Sivin 1995，第7頁.
182. 1 2 3  杭州大学宋史研究室 1985，第155-173頁，杨渭生《沈括对历史学的贡献》.
183. ↑  夏鼐 1974.
184. ↑  Ebrey 2006，第163頁.
185. 1 2 3 4 5 6 7  Fraser & Haber 1986，第227頁.
186. ↑  Rudolph 1963，第176頁.
187. ↑  Needham3 1986，第573-574頁.
188. 1 2 3 4 5  杭州大学宋史研究室 1985，第249-284頁，许建平《梦溪笔谈对我国古代音乐史的贡献》.
189. 1 2 3 4  杭州大学宋史研究室 1985，第285-296頁，洪再新《沈括的书画收藏与鉴赏》.
190. ↑  胡道静 2011，第119-121頁.
191. ↑  胡道静 2011，第118頁.
192. 1 2 3  乐爱国 2007.
193. ↑  胡道静 2011，第113,118頁.
194. ↑  Ropp 1990，第170頁.
195. ↑  Biderman & Scharfstein 1989，.xvii.
196. ↑  Sivin 1995，第34-35頁.
197. ↑  沈括 & 胡道静 1956，第656頁.
198. ↑  Sivin 1995，第34頁.
199. ↑  Ebrey 1999，第148頁.
200. ↑  Sivin 1995，第44頁.
201. 1 2  林平 2010，第99-100頁.
202. ↑  Sivin 1995，第44-45頁.
203. ↑  沈括 & 胡道静 1956，第1151-1153頁.
204. 1 2 3 4  沈括 & 杨渭生 2011，前言.
205. ↑  戴建国 2018.
206. ↑  Sivin 1995，第46頁.
207. ↑  祖慧 2004，第452-453頁.
208. ↑  脱脱 & 中华书局 2000，第8537頁.
209. ↑  Brenier et al. 1989.
210. 1 2  章梅芳 2003.
211. ↑  严敦杰 1986.
212. ↑  傅大為 1992，第67-68,191-192頁.
213. ↑  傅大為 1992，第78-79頁.
214. ↑  杭州大学宋史研究室 1985，前言.
215. ↑  胡道静, 吴佐忻 & 安车 1981.
216. ↑  曾雄生 2004.
217. ↑  胡道静 2011，第144頁.
218. ↑  舒仁辉 2005.
219. ↑  张家驹 1978，序言.
220. ↑  朱瑞熙 2012.
221. 1 2 3  杭州大学宋史研究室 1985，胡道静《<梦溪笔谈>在国外》.
222. ↑  Fraser & Haber 1986，第226-227頁.
223. 1 2 3  Huff 2003，第303頁.
224. ↑  Sivin 1988，第59頁.
225. 1 2  陳昊 2020.
226. 1 2  余杭文广 2003.
227. ↑  罗国安 1985.
228. 1 2  戴志恭 & 王重迁 1994.
229. ↑  西津渡 2019.
230. ↑  姜亚谦 2016.
231. ↑  杨芹 2020.
232. ↑  胡道静 2011，第133-143頁.
233. ↑  徐冶敏 2008.
234. ↑  郝梓汝 2019.
235. ↑  王铁 2002，第163頁.
236. 1 2 3 4  周扬波 2009，第152-154頁.
237. ↑  周扬波 2009，第170-172頁.
238. 1 2  杨晓东 1987.
239. ↑  陈振孙 & 上海古籍出版社 1987，第506頁.
240. ↑  曾巩 1996，第417頁.
241. ↑  王铁 2002，第150頁.
242. ↑  周扬波 2009，第152頁.
243. 1 2  王丽梅 2012，第30頁.
244. ↑  李华山 1987.
245. ↑  戴蓉, 郑海仑 & 李弘 2017.
246. ↑  皓子 2014.

### 期刊
- 张荫麟. . 清华大学学报. 1936, (2): 323-358  [2021-12-13]. doi:10.16511/j.cnki.qhdxxb.1936.02.003. （原始内容存档于2021-12-13）.
- 徐规; 闻人军. . 中国科技史料. 1989, (2)  [2021-12-08]. （原始内容存档于2021-12-08）.
- 徐规. . 浙江大学学报：人文社会科学版. 1979, (1-2)  [2021-12-08]. （原始内容存档于2021-12-08）.
- 李裕民. . 山西大学学报(哲学社会科学版). 1987, (4)  [2021-12-13]. （原始内容存档于2021-12-13）.
- 杨晓东. . 学术研究. 1987, (2): 49  [2021-12-10]. （原始内容存档于2021-12-08）.
- 林岑. . 北京师范学院学报(社会科学版). 1980, (4): 45-51  [2021-12-10]. （原始内容存档于2021-12-10）.
- 祖慧. . 学术月刊. 2003, (10): 52-59.
- 胡道静. . 社会科学. 1980, (6)  [2021-12-08]. （原始内容存档于2021-12-08）.
- 方震華. . 漢學研究. 2011-09-01, 29 (3)  [2021-12-10]. ISSN 0254-4466. （原始内容存档于2021-12-10）.
- 雷家圣. . 中国边疆史地研究. 2020, (4): 119-128+216  [2021-12-10]. （原始内容存档于2021-12-10）.
- 林鹄. . 军事历史研究. 2019, (2): 56-68  [2021-12-10]. （原始内容存档于2021-12-10）.
- 郭声波. . 四川大学学报（哲学社会科学版）. 2002, (3): 114-119. doi:10.3969/j.issn.1006-0766.2002.03.020.
- 章梅芳. . 科学技术与辩证法. 2003, 20 (3): 48-52. doi:10.3969/j.issn.1674-7062.2003.03.013.
- 乐爱国. . 浙江师范大学学报：社会科学版. 2007, (6): 9-15.
- 陳昊. . 中华文史论丛. 2020, (1): 361-390.
- 夏鼐. . 考古. 1974, (5)  [2021-12-08]. （原始内容存档于2021-12-09）.
- 刘伯午. . 天津财经学院学报. 1989, (1): 45-49  [2021-12-13]. （原始内容存档于2021-12-13）.
- 袁媛. . 上海交通大学学报（哲学社会科学版）. 2004, 14 (1): 47-52. doi:10.3969/j.issn.1008-7095.2006.01.008.
- 彭少辉. . 医学与哲学：A. 2006, (11): 57-58.
- 贾成祥. . 山东中医药大学学报. 2008, 32 (2): 111-112.
- 向宁静 ;郑修林;李党国. . 物理与工程. 2007, 17 (2): 55-58.
- 魏荣爵;周衍柏;冯壁华;潘根;路权. . 中国科技史杂志. 1987, (3): 33-40.
- 李迪. . 物理学报. 1975, 24 (4): 231-236  [2021-12-13]. doi:10.7498/aps.24.231. （原始内容存档于2021-12-13）.
- 戴志恭;王重迁. . 东南文化. 1994, (1): 78-80.
- 曾雄生. . 自然科学史研究. 2004, (2): 99-105.
- 沈括,胡道静,吴佐忻,安车. . 杭州大学学报(哲学社会科学版). 1981, (1): 40-55  [2021-12-15]. （原始内容存档于2021-12-15）.
- 舒仁辉. . 浙江社会科学. 2005, (5): 3.
- 朱瑞熙. . 中国史研究动态. 2012, (1): 86-87.
- Cherniack, Susan. . Harvard Journal of Asiatic Studies. 1994, 54 (1): 5–125  [2021-12-13]. ISSN 0073-0548. doi:10.2307/2719389. （原始内容存档于2021-12-13）.
- Wu, K. T.; Kuang-Ch'ing, Wu. . Harvard Journal of Asiatic Studies. 1943, 7 (3): 203–260  [2021-12-13]. ISSN 0073-0548. doi:10.2307/2718015. （原始内容存档于2021-12-13）.
- Stock, Jonathan. . The Galpin Society Journal. 1993, 46: 83–113  [2021-12-13]. ISSN 0072-0127. doi:10.2307/842349. （原始内容存档于2021-12-13）.
- Henderson, John B. . Harvard Journal of Asiatic Studies. 1986, 46 (1): 121–148  [2021-12-13]. ISSN 0073-0548. doi:10.2307/2719077. （原始内容存档于2021-12-13）.
- Hsu, Mei-Ling. . Imago Mundi. 1988, 40: 96–112  [2021-12-15]. ISSN 0308-5694. （原始内容存档于2021-12-15）.
- Rudolph, R. C. . The Journal of Asian Studies. 1963, 22 (2): 169–177  [2021-12-15]. ISSN 0021-9118. doi:10.2307/2050010. （原始内容存档于2021-12-23）.
- Dong, Paul. . San Francisco: China Books and Periodicals. 2000. ISBN 0-8351-2676-5. OCLC 43785855.
- Sivin, Nathan. . The Journal of Asian Studies. 1988, 47 (1): 41–90  [2021-12-15]. ISSN 0021-9118. doi:10.2307/2056359. （原始内容存档于2021-11-11）.
- Brenier, Joël; Diény, Colette; Martzloff, Jean-Claude; de Wieclawik, Wladyslaw. . Revue d'histoire des sciences. 1989, 42 (4): 333–351  [2021-12-22]. ISSN 0151-4105. （原始内容存档于2021-12-22）.

### 资料
- 西湖区区划地名服务中心. . 浙江省民政厅. 2020-06-19. （原始内容存档于2020-06-25）.
- 杭州市余杭区文化广电新闻出版局. . 余杭文化网. 杭州市余杭区文化广电新闻出版局 杭州市余杭区体育局. 2003-10-20  [2007-05-06]. （原始内容存档于2014-05-02）.
- 李致忠. . 中国古籍保护网. 国家古籍保护中心. 2017-11-06  [2022-08-28]. （原始内容存档于2022-08-28）.
- 诚堂. . 浙江日报 (浙江日报社). 1961-04-09.
- 姜亚谦. . 宿迁日报 (宿迁日报社). 2016-03-08.
- 徐冶敏. . 银川晚报 (银川日报社). 2008-05-23.
- 罗国安. . 杭州日报 (杭州日报社). 1985-12-31.
- 郝梓汝. . 发展导报 (山西日报报业集团). 2019-03-22.
- 记者 杨芹 通讯员 吕述谡 仲义. . 宿迁日报 (宿迁日报社). 2020-11-26.
- 西津渡. . 镇江日报 (镇江日报社). 2019-11-08.
- 刘汉鼎. . 中华读书报 (光明日报社). 2020-09-30  [2021-12-10]. （原始内容存档于2021-12-11） –新浪网.
- 李华山. . 杭州日报 (杭州日报社). 1987-01-15.
- 编辑 戴蓉 版式 郑海仑 校对 李弘. . 京江晚报 (镇江日报社). 2017-10-29.
- 皓子. . 江南晚报 (无锡报业集团). 2014-12-24.
- 戴建国. . 文汇报 (上海文汇报社). 2018-09-07.
- 何欣. . 都市快报. 2011-04-19  [2023-07-29]. （原始内容存档于2021-12-06）.

### 古籍
- 沈括. . 胡道静 校注. 上海: 古典文学出版社. 1956.
- 陈振孙. . 上海: 上海古籍出版社. 1987: 856. ISBN 9787532504800.
- 曾巩. . 北京: 中国建设出版社. 1996. ISBN 7-5072-0832-X.
- 朱彧; 陆游. . 李伟国，高克勤校点. 上海: 上海古籍出版社. 2012: 154. ISBN 978-7-5325-6343-2.
- 脱脱 等. . 中华书局编辑部  (编). . 北京: 中华书局. 2000: 8527-8547. ISBN 7-101-02128-X.
- . 北京: 中华书局. 1962: 946. CSBN 11018·355.
- 李焘. . . 上海师范大学古籍整理研究所/华东师范大学古籍整理研究所 点校，中国哲学书电子化计划电子版. 北京: 中华书局. 2004: 12566  [2021-12-15]. ISBN 9787101044348. （原始内容存档于2021-12-15）.
- 沈括. 杨渭生 , 编. . 杭州: 浙江大学出版社. 2011. ISBN 7-308-08450-7.
- 祝尚书. . 北京: 中华书局. 2020: 264. ISBN 9787999129165.
- 晁公武 (编). . 孙猛 校. 上海: 上海古籍出版社. 1990: 678. ISBN 7-5325-0861-7.

### 研究论著
- 王真. . 天津: 新蕾出版社. 1993: 121. ISBN 9787530712146.
- 张家驹. . 上海: 上海人民出版社. 1978: 249. CSBN 11074·325.
- 徐忆农. . 南京: 江苏古籍出版社. 2002: 198. ISBN 7-80643-795-9.
- 祖慧. . 南京: 南京大学出版社. 2004: 469. ISBN 9787305042607.
- 钱斌. . 北京: 商务印书馆. 2012: 205. ISBN 978-7-100-08996-8.
- 杭州大学宋史研究室 (编). . 杭州: 浙江人民出版社. 1985: 336. CSBN 11103·127.
- 胡道静. . 上海: 上海人民出版社. 2011: 325. ISBN 9787208103467.
- 沈昱 (编). . 杭州: 西泠印社出版社. 2010: 190. ISBN 9787807359265.
- 王铁. . 上海: 汉语大词典出版社. 2002: 420. ISBN 7-5432-0764-8.
- 王丽梅. . 杭州: 杭州出版社. 2012: 186. ISBN 9787807586500.
- 周扬波. . 杭州: 浙江大学出版社. 2009: 393. ISBN 9787308068352.
- 林平. . 成都: 四川大学出版社. 2010: 231. ISBN 9787561444757.
- 徐振韬 (编). . 中国天文学史大系. 北京: 中国科学技术出版社. 2009: 394. ISBN 9787504648457.
- 潘鼐 (编). . 上海: 三联书店上海分店. 1998: 170. ISBN 9787542610393.
- 翟忠义 (编). . 济南: 山东人民出版社. 1962. CSBN 11099·139.
- 翟忠义. . 济南: 山东教育出版社. 1989: 499. ISBN 9787532806614.
- 胡道静. . 谭其骧; 王文楚; 赵永复  (编). . 济南: 山东教育出版社. 1990: 427. ISBN 9787532808724.
- 严敦杰 (编). . 南京: 江苏科学技术出版社. 1986: 1006. CSBN 11196·009.
- 吴文俊; 沈康身 (编).  第5卷 两宋. 北京: 北京师范大学出版社. 2000: 738. ISBN 7-303-04926-6.
- 傅大為.  (碩士论文). 國立清華大學歷史研究所. 1992  [2021-12-22].
- Nathan, Sivin.  III. Brookfield, Vermont: VARIORUM, Ashgate Publishing. 1995. ISBN 9780860784920.
- (PDF). . Cambridge: Cambridge University Press. 1984  [2021-12-06]. ISBN 0-521-52485-7. （原始内容 (PDF)存档于2013-08-10）.
- Joseph, Needham. . Volume 1, Introductory Orientations. Taipei: Caves Books, Ltd. 1986.
- Joseph, Needham. . Volume 3, Mathematics and the Sciences of the Heavens and the Earth. Taipei: Caves Books, Ltd. 1986.
- Joseph, Needham. . Volume 4, Physics and Physical Technology, Part 1, Physics. Taipei: Caves Books, Ltd. 1986.
- Joseph, Needham. . Volume 4, Physics and Physical Technology, Part 2, Mechanical Engineering. Taipei: Caves Books, Ltd. 1986.
- Joseph, Needham. . Volume 4, Physics and Physical Technology, Part 3: Civil Engineering and Nautics. Taipei: Caves Books, Ltd. 1986.
- Joseph, Needham. . Volume 5, Chemistry and Chemical Technology, Part 1: Paper and Printing. Taipei: Caves Books, Ltd. 1986.
- Joseph, Needham. . Volume 5, Chemistry and Chemical Technology, Part 7, Military Technology; the Gunpowder Epic. Taipei: Caves Books, Ltd. 1986.
- Joseph, Needham. . Volume 6, Biology and Biological Technology, Part 1: Botany. Taipei: Caves Books, Ltd. 1986.
- Hans, Bielenstein. . . Edited by Denis Twitchett and Michael Loewe. Cambridge: Cambridge University Press. 1986: 223–290. ISBN 0-521-24327-0.
- Gernet, Jacques. . Cambridge: Cambridge University Press. 1996. ISBN 0-521-49781-7.
- Ropp, Paul. . Berkeley: University of California Press. 1990. ISBN 978-0-520-06440-9.
- Biderman, Shlom; Scharfstein, Ben-Ami. . Leiden: E.J. Brill. 1989. ISBN 90-04-09212-9.
- Ebrey, Patricia Buckley. . Cambridge: Cambridge University Press. 1999. ISBN 0-521-66991-X.
- Ebrey, Patricia Buckley; Walthall, Anne; Palais, James B. . Bonston: Houghton Mifflin Company. 2006. ISBN 0-618-13384-4.
- Bodde, Derk. . Honolulu: University of Hawaii Press. 1991. ISBN 978-0-8248-1334-5.
- Crespigny, Rafe de. . Leiden: Koninklijke Brill. 2007. ISBN 90-04-15605-4.
- Chan, Alan Kam-leung; Clancey, Gregory K. . Singapore: Singapore University Press. 2002. ISBN 9971-69-259-7.
- Elisseeff, Vadime. . New York: Berghahn Books. 2000. ISBN 1-57181-222-9.
- Fraser, Julius; Haber, Francis C. . Amherst: University of Massachusetts Press. 1986. ISBN 0-87023-495-1.
- Sarkar, Tapan K.; Mailloux, Robert J.; Oliner, Arthur A. . . Hoboken, N.J.: Wiley-Interscience. 2006. ISBN 0-471-78302-1. OCLC 85784738.
- Ruitenbeek, Klaas.  2nd rev. Leiden: E.J. Brill. 1996. ISBN 90-04-10529-8. OCLC 34193919.
- Huff, Toby E.  2nd. Cambridge, U.K.: Cambridge University Press. 2003  [2021-12-15]. ISBN 0-521-82302-1. OCLC 50730734. （原始内容存档于2008-12-11）.
- Yao, Xinzhong. . London: Routledge. 2003. ISBN 0-7007-1199-6. OCLC 50270841.

## 延伸阅读
- 脱脱.  . 维基文库. 元朝 （中文）.
- 王称.  . 维基文库. 南宋 （中文）.
- 《大英百科全书》中的条目：沈括（英文）